# Historia del Junior de Barranquilla

Tamaño de imagen = 190px

La Historia del Atlético Junior de Barranquilla transcurre desde 1924, año en que se fundó como club en el barrio Rebolo de Barranquilla (Colombia) por Micaela Lavalle de Mejía con el nombre de Juventud Junior. La historia del club se divide en dos períodos: la época amateur hasta 1947 y la profesional, en la que ha obtenido 10 campeonatos colombianos, 2 Copas Colombia y 2 Superligas, además de múltiples presencias en torneos continentales, destacando entre ellas la semifinal de Copa Libertadores 1994 y la Copa Sudamericana 2018 de la cual no fue campeón.

## Fundación

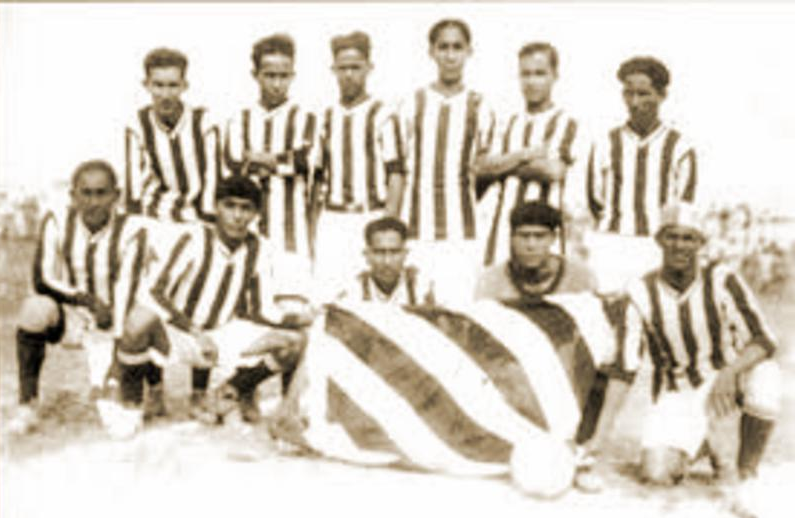
Juventud Junior en 1929.

Ante la inestabilidad de los clubes Boyacá y Valparaíso, los habitantes de los barrios Rebolo y San Roque (Barrio Arriba) de Barranquilla sentían la necesidad de fundar un nuevo club que los representara deportivamente, para ello se convocó a una reunión el 16 de agosto de 1923 en la casa de Manuel 'mañe' Vásquez, en la cual no hubo un consenso, pero si quedó la semilla sembrada.
Para entonces uno de los clubes más famosos y representativos del futbol "ñero" era el Juventud, también conocido como "Los Leopardos", fundado por los sacerdotes del colegio Salesiano del barrio San Roque, los cuales eran aficionados a la Juventus de Turín, por ello su nombre y uniforme eran similares a los de 'La veccia signora': camiseta blanca con una "J" negra en el pecho, pantaloneta y medias negras. Entre la gran cantidad de aficionados que lo seguían figuraban también los pequeños del barrio, los más deseosos de poder jugar al futbol y vestir la camiseta de 'Los Leopardos', estos pedían insistentemente la oportunidad de jugar, para ello llegaron a proponer, desde permitirles practicar con ellos, hasta abrir una división menor del club, toda solicitud fue rechazada tajantemente por los salesianos aduciendo que el club era solo para mayores.
La reiterada negativa al grupo de menores trajo como consecuencia, además de una desilusión enorme para ellos, la indignación de Micaela Lavalle de Mejía, mujer de ascendencia española nacida en Ciénaga - Magdalena , destacada líder del barrio y madre de Juan, Marcos y Gabriel, integrantes del grupo, aprovechando la necesidad manifiesta de tener un equipo en el barrio y para ayudar a los jóvenes a cumplir su sueño, se embarca junto a su hijo Juan en la empresa de fundar el nuevo club, recibiendo en el proceso la valiosa ayuda de Efraín Borrero Castro, vieja gloria del futbol aficionado y dirigente deportivo de la época. 
Fue así como un jueves 7 de agosto de 1924 en la Calle de las vacas (calle 30) con Callejón Buen Retiro (carrera 32), bajo un árbol de matarratón a la orilla de un puente de aguas pluviales, afuera de la casa de Micaela Lavalle, fue fundado bajo su primer nombre: Juventud Infantil, nombre escogido se dice, por la simpatía por el Juventud de los salesianos y la corta edad de estos chicos, aunque también quizá como un acto de juvenil rebeldía, en respuesta al rechazo recibido de los mayores que no los querían en sus filas. 
Juan Mejía, Vicente Cervera, Víctor Bovea, Leovigildo Rolong, Manuel Vásquez, Víctor Núñez, Héctor Donado, Rosendo Barrios, Armando Moya, Alberto de las Salas, Valerio Molinares, Aurelio Roa, Agustín Consuegra, Pedro "espada" Yepes, Enrique Lamadrid, Simeón Manjarrez, Néstor García y Francisco Ibáñez, bajo la tutela de doña Micaela Lavalle, enarbolaron la bandera Rojiblanca por primera vez.
El nuevo equipo entrenaba en un potrero o campo llamado "el hospitalito", ubicado en la calle de las vacas (calle 30) entre callejones Vesubio (carrera 27) y Bocas de Ceniza (carrera 28), jugó su primer partido un 12 de octubre de 1924 en la plaza Siete de Abril (hoy Parque Almendra Tropical, enfrentando a un equipo de muchachos mayores llamado Argentina FBC, al cual venció por marcador de 2-1
En 1926 y luego de múltiples obstáculos y oposiciones, ingresa a la Liga de Fútbol del Atlántico, en la Tercera Categoría, ganando el ascenso a la Segunda Categoría en 1927. En 1929, después de 2 años en la Segunda Categoría, asciende a la Primera Categoría cambiando su nombre por el de Juventud Junior

## Primer auge (1934) - (1939)
En 1932 queda campeón de la Primera Categoría.
En 1936 el equipo empezó a ser llamado Junior, como lo conocemos actualmente, teniendo en su equipo a jugadores como Roberto Meléndez, el primer jugador colombiano que juega en el exterior, y Romelio Martínez. Entre 1939 y 1940 Junior juega algunos partidos amistosos con la dirección técnica del inglés Jack Greenwell, dándose a conocer internacionalmente.

## Torneo Sudamericano (1945)
En 1945 participa representando a Colombia en el Torneo Suramericano de Fútbol bajo el auspicio de la Adefútbol. En este torneo, Atlético Junior, representando a Colombia, jugó contra Brasil (perdiendo 3-0), contra Uruguay (perdiendo 7-0), Chile (perdiendo 2-0), Argentina (perdiendo 9-1), Ecuador (ganando 3-1) y Bolivia (empatando 3-3). Al final del torneo, Atlético Junior terminó quinto con 3 puntos, superando a Bolivia (2 puntos) y Ecuador (1 punto).
Resultados
| 18 de enero de 1945 | Brasil                                     | 3:0 (3:0) | Colombia | Estadio Nacional, Santiago            |                                       |
|                     | Jorginho 13' · Heleno 15' · de Almeida 38' | Reporte   |          | Árbitro(s): Nobel Valentini (Uruguay) | Árbitro(s): Nobel Valentini (Uruguay) |

| 28 de enero de 1945 | Uruguay                                                                                              | 7:0 (3:0) | Colombia | Estadio Nacional, Santiago                 |                                            |
|                     | A. García 22' · Riephoff 25' · J. García 37' · Ortiz 75' · J. García 83' · Porta 86' · A. García 89' | Reporte   |          | Árbitro(s): Mário Silveira Vianna (Brasil) | Árbitro(s): Mário Silveira Vianna (Brasil) |

| 31 de enero de 1945 | Chile                    | 2:0 (1:0) | Colombia | Estadio Nacional, Santiago                    |                                               |
|                     | Medina 48' · Piñeiro 80' | Reporte   |          | Árbitro(s): José Bartolomé Macías (Argentina) | Árbitro(s): José Bartolomé Macías (Argentina) |

| 7 de febrero de 1945 | Argentina | 9:1 (6:0) | Colombia    | Estadio Nacional, Santiago            |                                       |
|                      | Pontoni 3' · Pontoni 7' · Méndez 15' · Martino 27' · Méndez 39' · Boyé 41' · Loustau 41' · Ferraro 80' · Ferraro 81' | Reporte   | Mendoza 52' | Árbitro(s): Nobel Valentini (Uruguay) | Árbitro(s): Nobel Valentini (Uruguay) |

| 18 de febrero de 1945 | Colombia                                    | 3:1 (1:1) | Ecuador   | Estadio Nacional, Santiago            |                                       |
|                       | González Rubio 2' · Gámez 64' · Berdugo 70' | Reporte   | Aguayo 4' | Árbitro(s): Nobel Valentini (Uruguay) | Árbitro(s): Nobel Valentini (Uruguay) |

| 21 de febrero de 1945 | Bolivia                                       | 3:3 (0:2) | Colombia                                   | Estadio Nacional, Santiago                 |                                            |
|                       | Raúl Fernández 57' · González 75' · Orgaz 80' | Reporte   | González Rubio 3' · Berdugo 7' · Gámez 67' | Árbitro(s): Mário Silveira Vianna (Brasil) | Árbitro(s): Mário Silveira Vianna (Brasil) |

Posiciones
| Equipo    | Pts | PJ | PG | PE | PP | GF | GC | Dif |
| --------- | --- | -- | -- | -- | -- | -- | -- | --- |
| Argentina | 11  | 6  | 5  | 1  | 0  | 22 | 5  | 17  |
| Brasil    | 10  | 6  | 5  | 0  | 1  | 19 | 5  | 14  |
| Chile     | 9   | 6  | 4  | 1  | 1  | 15 | 5  | 10  |
| Uruguay   | 6   | 6  | 3  | 0  | 3  | 14 | 6  | 8   |
| Colombia  | 3   | 6  | 1  | 1  | 4  | 7  | 25 | -18 |
| Bolivia   | 2   | 6  | 0  | 2  | 4  | 3  | 16 | -13 |
| Ecuador   | 1   | 6  | 0  | 1  | 5  | 9  | 27 | -18 |

## Era profesional, subcampeón (1948)
En 1948, con el nombre de Atlético Junior participa en el primer torneo del Fútbol Profesional Colombiano de la División Mayor del Fútbol Colombiano (Dimayor), quedando subcampeón con cuatro puntos por debajo del Santa Fe. En ese entonces el equipo era conocido como Los Miuras.
En 1949 es requerido por la Adefútbol para participar representando a Colombia en el Torneo Suramericano de Río de Janeiro, Brasil, siendo sancionado por la División Mayor del Fútbol Colombiano (Dimayor) por dos años, rompiéndose las relaciones entre la Dimayor y la Adefútbol. En el Torneo Suramericano jugó, como Selección Colombia, contra Paraguay (perdiendo 3-0), Perú (perdiendo 4-0), Brasil (perdiendo 5-0), Chile (empatando 1-1), Uruguay (empatando 2-2), Ecuador (perdiendo 4-1) y Bolivia (perdiendo 4-0). Al final del torneo, terminó último con 2 puntos, los mismos de Ecuador.
Resultados
| Equipo | Equipo   | Pts | PJ | PG | PE | PP | GF | GC | Dif | Rend   |
| ------ | -------- | --- | -- | -- | -- | -- | -- | -- | --- | ------ |
| 1      | Brasil   | 14  | 8  | 7  | 0  | 1  | 46 | 7  | +39 | 85,71% |
| 2      | Paraguay | 12  | 8  | 6  | 0  | 2  | 21 | 13 | +8  | 85,71% |
| 3      | Perú     | 10  | 7  | 5  | 0  | 2  | 20 | 13 | +7  | 71,43% |
| 4      | Bolivia  | 8   | 7  | 4  | 0  | 3  | 13 | 24 | -11 | 57,14% |
| 5      | Chile    | 5   | 7  | 2  | 1  | 4  | 10 | 14 | -4  | 35,71% |
| 6      | Uruguay  | 5   | 7  | 2  | 1  | 4  | 14 | 20 | -6  | 35,71% |
| 7      | Ecuador  | 2   | 7  | 1  | 0  | 6  | 7  | 21 | -14 | 14,29% |
| 8      | Colombia | 2   | 7  | 0  | 2  | 5  | 4  | 23 | -19 | 14,29% |

| 6 de abril de 1949 | Colombia | 0:3     | Paraguay                 |  |  |
|                    |          | Reporte | López Fretes (2) Benítez |  |  |

| 10 de abril de 1949 | Colombia | 0:4     | Perú                                        |  |  |
|                     |          | Reporte | Pedraza 22' y 90' M. Drago 47' Castillo 85' |  |  |

| 17 de abril de 1949 | Brasil                                                             | 5:0     | Colombia |  |  |
|                     | Tesourinha 20' Canhotinho 24' (penal) Orlando 44' Ademir 47' y 87' | Reporte |          |  |  |

| 20 de abril de 1949 | Chile       | 1:1     | Colombia    |  |  |
|                     | P. López 8' | Reporte | Berdugo 56' |  |  |

| 25 de abril de 1949 | Uruguay                | 2:2     | Colombia                     |  |  |
|                     | Martínez 57' Ayala 86' | Reporte | Gastelbondo 27' A. Pérez 81' |  |  |

| 3 de mayo de 1949 | Ecuador                                               | 4:1     | Colombia     |  |  |
|                   | E. Cantos 23' Vargas 44' G. Andrade 49' Maldonado 74' | Reporte | N. Pérez 27' |  |  |

| 6 de mayo de 1949 | Bolivia            | 4:0     | Colombia |  |  |
|                   | Godoy (3) N. Rojas | Reporte |          |  |  |

## 1950: Con jogo bonito
Junior regresa a la Dimayor en 1950 teniendo entre sus jugadores a Heleno de Freitas. Al final del torneo queda 8.º con 31 puntos.
En 1951 llegan Efraín ’El Caimán’ Sánchez y Tim. Terminan octavos con 36 puntos. Al final del año saldrían del equipo Efraín ’El Caimán’ Sánchez, Heleno de Freitas y Tim.
En 1952, sin sus grandes estrellas brasileñas y el gran portero colombiano, Junior terminó sexto en el torneo con 33 puntos.

## 1953: Crisis deportiva y económica
En 1953 terminan 10.º del campeonato, con 15 puntos. También afrontan una grave crisis económica que lo obliga a retirarse de la Dimayor y procediendo a disputar durante 12 años torneo de aficionado liga departamental hasta su regreso al profesionalismo en 1966.

## 1966: Regreso al profesionalismo

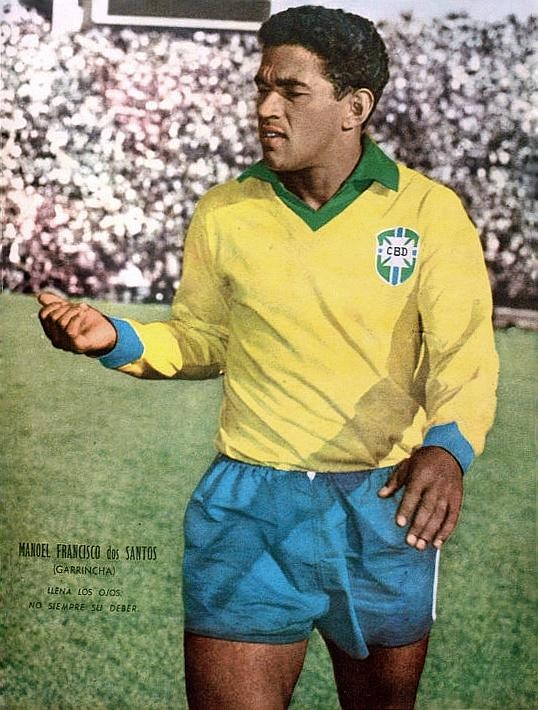
Garrincha fue parte de la mítica delantera brasileña en 1968.

En 1966 Junior supera los problemas económicos y vuelve a la primera división después de más de una década de ausencia y termina octavo del torneo con 53 puntos.
En 1967, Junior contrata a tres míticos jugadores brasileños: Garrincha, Dida y Quarentinha. Al final del torneo Junior termina quinto con 59 puntos. Garrincha solo jugó un partido contra Santa Fe. Ese mismo año salen del equipo las tres estrellas brasileñas contratadas a principio de año.
En 1968 vuelve el mítico arquero colombiano Efraín ’El Caimán’ Sánchez. Desde ese año el torneo se dividió en Apertura y Finalización. En el Torneo Apertura Junior termina cuarto con 35 puntos. En el Torneo Finalización Junior termina tercero con 35 puntos. Junior, con estas dos campañas se clasifica a pelear por el tercer lugar anual contra Millonarios. Pierde en la lucha por el tercer lugar anual al empatar un partido y perder el otro. A final de año sale del equipo el mítico arquero Efraín ’El Caimán’ Sánchez.
En 1969, Junior contrata al único jugador que ha logrado hacer un gol olímpico en un mundial de fútbol: Marcos Coll (logró hecho en el Mundial Chile 1962). En el Torneo Apertura termina quinto con 28 puntos. En el Torneo Finalización termina sexto con 29 puntos.

## 1970: Vuelve el protagonismo
En 1970  llega al equipo uno de los jugadores insignes de los primeros títulos: Jesús "Toto" Rubio. En el Torneo Apertura, Junior termina segundo; y en el Torneo Finalización termina noveno con 23 puntos. A pesar del mediocre Torneo Finalización, Junior logró clasificarse al Cuadrangular Final, donde enfrentó a Deportivo Cali, Santa Fe y Cúcuta Deportivo. Al final, Deportivo Cali ganó el campeonato. A pesar de haber perdido el campeonato, Junior clasificó a su primera Copa Libertadores.
Copa Libertadores (1971)
En 1971 participa en su primera Copa Libertadores. Queda ubicado en el grupo 5 junto a Barcelona de Guayaquil, Emelec y Deportivo Cali. Junior queda eliminado al quedar último del grupo con 5 puntos. El primer partido de Copa Libertadores que jugó Junior fue contra Deportivo Cali en el estadio Romelio Martínez de Barranquilla, con resultado 2-1 a favor de Junior.
Fase de grupos
| Equipo         | Pts | PJ | PG | PE | PP | GF | GC | Dif |
| -------------- | --- | -- | -- | -- | -- | -- | -- | --- |
| Barcelona      | 7   | 6  | 3  | 1  | 2  | 8  | 6  | +2  |
| Emelec         | 7   | 6  | 2  | 3  | 1  | 6  | 4  | +2  |
| Deportivo Cali | 6   | 6  | 3  | 0  | 3  | 8  | 7  | +1  |
| Junior         | 4   | 6  | 1  | 2  | 3  | 4  | 9  | -5  |

| Fecha                 | Lugar        | Local          | Resultado | Visitante      |
| --------------------- | ------------ | -------------- | --------- | -------------- |
| 28 de febrero de 1971 | Barranquilla | Junior         | 2:1       | Deportivo Cali |
| 7 de marzo de 1971    | Guayaquil    | Barcelona      | 3:1       | Junior         |
| 10 de marzo de 1971   | Guayaquil    | Emelec         | 1:1       | Junior         |
| 18 de marzo de 1971   | Barranquilla | Junior         | 0:2       | Barcelona      |
| 21 de marzo de 1971   | Barranquilla | Junior         | 0:0       | Emelec         |
| 28 de marzo de 1971   | Cali         | Deportivo Cali | 2:0       | Junior         |

En el torneo doméstico Junior terminó el Torneo Apertura en el puesto 12 de la tabla con 18 puntos. En el Torneo Finalización, termina 12 con 19 puntos.
En 1972 se vuelve accionista del club Fuad Char, trayendo al goleador brasileño Víctor Ephanor. En el Torneo Apertura Junior terminó segundo con 36 puntos (a 2 del líder). En el Torneo Finalización termina quinto con 29 puntos. Junior con estas campañas logra clasificar al Triangular Final donde enfrenta a Millonarios y Deportivo Cali. Junior termina tercero con 3 puntos.
En 1973 llegan importantes figuras como Dulio Miranda (quien duraría solo ese año), Gabriel Berdugo y el uruguayo Nelson Silva Pacheco. Vuelve Marcos "Olímpico" Coll. En el Torneo Apertura, Junior termina décimo con 23 puntos. En el Torneo Finalización, Junior terminó sexto con 24 puntos. Nelson Silva Pacheco queda goleador colombiano con 36 goles.
En 1974 vuelve el goleador brasileño Victor Ephanor. En el Torneo Apertura, Junior termina cuarto con 33 puntos. En el Torneo Finalización, Junior terminó sexto con 22 puntos. Junior así clasificaba al Hexagonal donde enfrenta a Deportivo Cali, Atlético Nacional, Deportivo Pereira, Millonarios y América de Cali. Junior termina quinto del Hexagonal con 9 puntos. Víctor Ephanor queda goleador con 33 goles.
En 1975 llega el arquero argentino Juan Carlos Delménico, se marchan Jesús "Toto" Rubio, Víctor Ephanor y vuelve Dulio Miranda. En el Torneo Apertura, Junior termina cuarto con 32 puntos. En el Torneo Finalización, Junior queda ubicado en el Grupo A. Termina tercero con 22 puntos. Junior clasificó a la Final. En la tabla de posiciones Junior termina quinto con 6 puntos.
En 1976 llegan Otmar Rubén Pellegrini (solo por ese año) y Juan Ramón Verón. Junior termina segundo del Torneo Apertura con los mismos puntos del líder Millonarios de Bogotá con 37 puntos. Ál estar empatados en puntos, Junior y Millonarios jugaron una serie de desempate. En el partido de Barranquilla, Junior ganó 4-1. Luego en Bogotá, Millonarios venció por el mismo marcador, quedando un resultado global de 5-5. Este partido fue suspendido por disturbios en el estadio por lo que Millonarios y Junior compartieron el liderato del Torneo Apertura, clasificando ambos a los Hexagonales Finales. En el Torneo Finalización, Junior quedó ubicado en el grupo A, quedando sexto con 20 puntos. En el Hexagonal Final Junior termina cuarto con 11 puntos. A final de año se marcha el goleador uruguayo Nelson Silva Pacheco.

## 1977: La consagración profesional

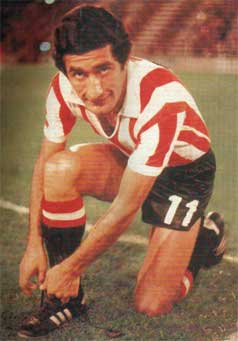
Juan Ramón Verón, artífice del primer título profesional en 1977.

En 1977 llegan al equipo el volante argentino Eduardo ’El Indio’ Solari y Alfredo ’El Maestrico’ Arango. Vuelve el defensa Jesús ’El Toto’ Rubio. Bajo la dirección del técnico argentino José ‘Puchero’ Varacka, que se había juntado al equipo en 1975, se logró que en el Torneo Apertura, Junior terminara de primero con 35 puntos, dos más que su perseguidor Deportivo Cali. Así, Junior ganaba el Torneo Apertura y clasificaba automáticamente al Hexagonal Final. En el Torneo Finalización, Junior quedó ubicado en el grupo A, quedando último con 18 puntos. Tras la salida del DT José Varacka, asumió las riendas del equipo en el tramo final de la temporada el argentino Juan Ramón ‘La Bruja’ Verón, que ofició en este caso de jugador y técnico a la vez. En el Hexagonal Final, Junior terminó primero con 15 puntos, tres más que el subcampeón Deportivo Cali. Así, Junior obtuvo su primer título de la liga colombiana y su segunda participación en Copa Libertadores. Al final de la temporada abandonaron al equipo los argentinos Eduardo «El Indio» Solari, Juan Ramón Verón y Juan Carlos Delménico.
| Alineación: - Juan Carlos Delmenico - Dulio Miranda - Gabriel Berdugo - Rafael Reyes - Oscar Bolaño - Julio Comesaña - Eduardo Solari - Alfredo Arango - Juan Ramón Verón - Ariel Valenciano - César Lorea - DT: Juan Ramón Verón |  | Campeón Nacional 1977 Delmenico Bolaño Berdugo Reyes Miranda Comesaña Arango Lorea Solari Valenciano Verón |
| Campeón Nacional 1977 Delmenico Bolaño Berdugo Reyes Miranda Comesaña Arango Lorea Solari Valenciano Verón |  | |

Suplentes: Jaime de Luque, Armando Amaya, Jesús Rubio, Carlos Vidal, Luis Cabeza Sanjuán y Camilo Aguilar.

## Copa Libertadores (1978)
En 1978 vuelve el goleador uruguayo Nelson Silva Pacheco. Junior juega su segunda Copa Libertadores. En esta edición también queda en el grupo 4 junto a Danubio de Uruguay, Deportivo Cali y Peñarol de Uruguay. Junior queda eliminado en la fase de grupos al terminar tercero con 6 puntos.

Fase de grupos
| Equipo         | Pts | PJ | PG | PE | PP | GF | GC | Dif |
| -------------- | --- | -- | -- | -- | -- | -- | -- | --- |
| Deportivo Cali | 8   | 6  | 3  | 2  | 1  | 5  | 3  | 2   |
| Peñarol        | 6   | 6  | 3  | 0  | 3  | 7  | 7  | 0   |
| Junior         | 6   | 6  | 1  | 4  | 1  | 1  | 1  | 0   |
| Danubio        | 4   | 6  | 1  | 2  | 3  | 6  | 8  | -2  |

| Fecha               | Lugar        | Local          | Resultado | Visitante      |
| ------------------- | ------------ | -------------- | --------- | -------------- |
| 12 de abril de 1978 | Barranquilla | Junior         | 0:0       | Deportivo Cali |
| 14 de mayo de 1978  | Barranquilla | Junior         | 0:0       | Danubio        |
| 17 de mayo de 1978  | Barranquilla | Junior         | 1:0       | Peñarol        |
| 9 de julio de 1978  | Cali         | Deportivo Cali | 0:0       | Junior         |
| 18 de julio de 1978 | Montevideo   | Danubio        | 0:0       | Junior         |
| 23 de julio de 1978 | Montevideo   | Peñarol        | 1:0       | Junior         |

En el campeonato colombiano, Junior termina el Torneo Apertura décimo con 24 puntos. En el Torneo Finalización, queda ubicado en el Grupo B. En el grupo B, Junior termina segundo con 25 puntos (a 3 del líder Once Caldas). Con este resultado clasificó a las Semifinales, quedando ubicado en el grupo A. Junior termina tercero con 5 puntos, quedando eliminado del torneo. Al final del año se van del equipo Alfredo "El Maestrico" Arango y Nelson Silva Pacheco.
En 1979 vuelve Juan Ramón Verón solo por ese año. En el Torneo Apertura, Junior termina cuarto con 32 puntos. En el Torneo Finalización, Junior terminó séptimo con 22 puntos. En las Semifinales, Junior terminó primero del grupo A con 8 puntos, dos más que el segundo América de Cali clasificando al Cuadrangular Final. En este cuadrangular, Junior termina último con solo 1 punto.

## 1980: Segunda estrella

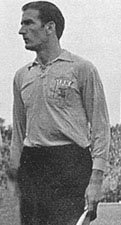
El técnico argentino José Varacka guio el club al segundo título profesional en 1980.

En 1980 nuevamente bajo la dirección del técnico argentino José ‘Puchero’ Varacka, vuelve el arquero argentino Juan Carlos Delménico. En el campeonato colombiano, Junior termina líder del Torneo Apertura con 35 puntos, con los mismos puntos del segundo (Deportivo Cali). Junior y Deportivo Cali clasificaron a los Cuadrangulares Semifinales. En el Torneo Finalización, Junior queda último del grupo A con 10 puntos. En los Cuadrangulares Semifinales, Junior terminó líder del grupo B con 8 puntos, 1 más que el segundo Atlético Nacional, clasificando al Cuadrangular Final, en donde enfrentaría a Atlético Nacional, Deportivo Cali y América de Cali. Junior queda campeón al no perder ningún partido en el Cuadrangular Final y cosechar 9 puntos, sacándole 2 de ventaja al Deportivo Cali que quedó subcampeón con 7 puntos. Junior así conseguía su segunda estrella y su tercera clasificación a Copa Libertadores.
| Alineación: - Juan Carlos Delmenico - Dulio Miranda - Gabriel Berdugo - Jesús Rubio - Oscar Bolaño - Omar Alfredo Galván - Wulfrand Cervantes - Juan Miguel Tutino - Carlos Molinares - Bonifacio Martínez - Miguel Ángel Converti - DT: José Varacka |  | Campeón Nacional 1980 Delmenico Bolaño Berdugo Rubio Miranda Galván Tutino Converti Cervantes Molinares Martínez |
| Campeón Nacional 1980 Delmenico Bolaño Berdugo Rubio Miranda Galván Tutino Converti Cervantes Molinares Martínez |  | |

Suplentes: Jaime de Luque, Carlos de la Torre, Rafael Reyes, Fernando Fiorillo, Oscar Fornari.

## Copa Libertadores (1981)
En 1981, Junior participa en su tercera Copa Libertadores. Queda ubicado en el grupo 1 junto a Rosario Central, Deportivo Cali y River Plate. Junior queda eliminado en la fase de grupos al quedar cuarto.
Fase de grupos
| Equipo          | Pts | PJ | PG | PE | PP | GF | GC | Dif |
| --------------- | --- | -- | -- | -- | -- | -- | -- | --- |
| Deportivo Cali  | 8   | 6  | 4  | 0  | 2  | 10 | 6  | 4   |
| River Plate     | 7   | 6  | 3  | 1  | 2  | 9  | 6  | 3   |
| Rosario Central | 6   | 6  | 3  | 0  | 3  | 11 | 7  | 4   |
| Junior          | 3   | 6  | 1  | 1  | 4  | 3  | 14 | -11 |

| Fecha               | Lugar        | Local           | Resultado | Visitante       |
| ------------------- | ------------ | --------------- | --------- | --------------- |
| 25 de marzo de 1981 | Barranquilla | Junior          | 1:0       | Deportivo Cali  |
| 31 de marzo de 1981 | Barranquilla | Junior          | 0:0       | River Plate     |
| 3 de abril de 1981  | Barranquilla | Junior          | 1:2       | Rosario Central |
| 9 de abril de 1981  | Cali         | Deportivo Cali  | 4:1       | Junior          |
| 22 de abril de 1981 | Rosario      | Rosario Central | 5:0       | Junior          |
| 24 de abril de 1981 | Buenos Aires | River Plate     | 1:0       | Junior          |

En el campeonato colombiano, Junior termina 12 del Torneo Apertura con 21 puntos. En el Torneo Finalización "Chalela y Chalela", Junior termina segundo del grupo B con 24 puntos, a 3 del líder Deportes Tolima, clasificando a los Cuadrangulares Semifinales. Junior queda ubicado en el grupo A de los Cuadrangulares Semifinales, compartiendo el primer lugar con el América de Cali con 9 puntos, clasificando ambos equipos al Cuadrangular Final. En el Cuadrangular Final, Junior enfrentó a América de Cali, Deportes Tolima y Atlético Nacional. Junior termina cuarto con 5 puntos. Al final de este año se marchan del equipo Jesús "Toto" Rubio, el arquero argentino Juan Carlos Delménico y el defensa Gabriel Berdugo.
En 1982 llegan al equipo los defensas argentino Edgardo Bauza y colombiano Alexis Mendoza. En el Torneo Apertura, Junior termina 11 con 22 puntos. En el Torneo Finalización, queda tercero en el grupo B con 27 puntos, clasificando al Octagonal Final. En el octagonal, Junior termina último con 11 puntos.

## 1983:  Subcampeón
En la Copa de la Paz, Junior termina líder del grupo B con 20 puntos sacándole 2 puntos más al segundo, Millonarios, clasificando a la Serie Extra para enfrentar a Once Caldas. Junior pierde un partido y empata el otro en la Serie Extra obteniendo una bonificación de 0,75 puntos y clasificando al Octagonal Final. En el Torneo Nacional, Junior termina cuarto con 34 puntos obteniendo una bonificación de 0,25 puntos. En el Octagonal Final, Junior termina segundo con 19 puntos, solo 0,75 puntos por debajo del campeón América de Cali. Junior así obtenía su tercer subcampeonato y su cuarta clasificación a Copa Libertadores.
En 1984 llega al equipo "Didí" Valderrama siendo la contratación más cara de un equipo colombiano en la historia. "Didí" termina siendo Botín de plata del Campeonato colombiano 1984 con 18 goles. Y uno de los goleadores de la Copa Libertadores 1984 con 4 goles, los mismos que el brasileño Bebeto con el Flamengo.
De pretemporada, Junior participa en el torneo internacional amistoso Copa Ciudad de San Cristóbal, enfrentándose a Deportivo Táchira, Atlético San Cristóbal (ambos de Venezuela) y Deportivo Municipal de Perú. Junior gana el torneo al empatar 1-1 con Deportivo Municipal y vencer 1-0 al anfitrión Atlético San Cristóbal y 2-1 al Deportivo Táchira. Termina líder con 5 puntos, superando por 1 punto al Deportivo Táchira.
Copa Libertadores (1984)
Junior participa en su cuarta Copa Libertadores, quedando ubicado en el grupo 3 junto a Santos de Brasil, América de Cali y Flamengo de Brasil. Junior queda eliminado en la fase de grupos, quedando tercero con 4 puntos.
Fase de grupos
| Equipo          | Pts | PJ | PG | PE | PP | GF | GC | Dif |
| --------------- | --- | -- | -- | -- | -- | -- | -- | --- |
| Flamengo        | 11  | 6  | 5  | 1  | 0  | 19 | 6  | +13 |
| América de Cali | 7   | 6  | 3  | 1  | 2  | 8  | 9  | -1  |
| Junior          | 4   | 6  | 2  | 0  | 4  | 9  | 12 | -3  |
| Santos          | 2   | 6  | 1  | 0  | 5  | 5  | 14 | -9  |

| Fecha               | Lugar          | Local           | Resultado | Visitante       |
| ------------------- | -------------- | --------------- | --------- | --------------- |
| 21 de marzo de 1984 | Cali           | América de Cali | 2:0       | Junior          |
| 29 de marzo de 1984 | Barranquilla   | Junior          | 1:2       | Flamengo        |
| 3 de abril de 1984  | Barranquilla   | Junior          | 0:3       | Santos          |
| 12 de abril de 1984 | Barranquilla   | Junior          | 4:1       | América de Cali |
| 8 de mayo de 1984   | São Paulo      | Santos          | 1:3       | Junior          |
| 10 de mayo de 1984  | Río de Janeiro | Flamengo        | 3:1       | Junior          |

En el torneo doméstico, Junior termina líder del grupo A de la Copa de la Paz con 22 puntos (2 más que el segundo Atlético Nacional), enfrentándose a América de Cali en la Serie Extra y clasificando al Octagonal Final. Con el América de Cali pierde los dos partidos, ganando de bonificación 0,75 puntos. En el Torneo Nacional, Junior termina tercero con 31 puntos ganando una bonificación de 0,50 puntos. En el Octagonal Final, Junior termina quinto con 14,25 puntos.
En 1985 se marcha el defensa argentino Edgardo Bauza. En la Copa de la Paz, Junior queda líder del grupo B con 20 (con 2 puntos de ventaja sobre el segundo América de Cali), clasificando a la Serie Extra y al Octagonal Final. En la Serie Extra, Junior enfrenta a Medellín venciéndolo en un juego y empatándole en el otro, superándolo y ganando una bonificación de 1 punto. En el Torneo Nacional, Junior termina 11 con 22 puntos. En el Octagonal Final termina cuarto con 17 puntos.

## 1986: La era del Estadio Metropolitano
En 1986 se muda de estadio, del viejo Romelio Martínez al gran Metropolitano. El primer partido jugado en este estadio fue contra la selección de Uruguay. dirigida por Omar Borrás, y que se aprestaba a participar en el Mundial de Fútbol de 1986.
El partido terminó con la victoria por (2:1) de los charrúas, con goles de Enzo Francescoli (el primer gol anotado en el estadio a los 62 minutos, de penalti) y Jorge Da Silva; el gol del descuento, por parte del cuadro local fue obra de José "Perilla" Angulo, en el segundo tiempo. La primera tarjeta roja fue para el jugador uruguayo Walter Barrios a los 87 minutos.
También este año llega el volante peruano Julio César "El Emperador" Uribe, solamente para ese año. En el Torneo Apertura "José Eduardo Gnecco", Junior termina líder del grupo B con 19 puntos (1 más que el segundo América de Cali), clasificando a la Serie Extra y al Octagonal Final. En la Serie Extra, Junior enfrenta a Medellín. Junior empata los dos partidos pero gana la bonificación de 1 punto debido a que logró un punto más en el Torneo "José Eduardo Gnecco". En el Torneo Finalización "Edmer Tamayo Marín", Junior termina décimo con 26 puntos. En el Octagonal Final, termina cuarto con 16 puntos.
En 1987, en el Torneo Apertura "Héctor Mesa Gómez", Junior queda segundo del grupo B con 18 puntos (1 menos que el líder América de Cali) clasificando a la Serie Extra y al Octagonal Final. En la Serie Extra, Junior enfrenta a Atlético Nacional ganado un partido y perdiendo otro, obteniendo Junior una bonificación de 0,25 puntos. En el Torneo Finalización "Carlos Arturo Mejía", Junior terminó octavo con 28 puntos. En el Octagonal Final, Junior termina quinto con 16,25 puntos. A final de año se marcha del equipo Didí Álex Valderrama.
En 1988 llega al equipo Iván René Valenciano. En el Pentagonal del Torneo Apertura, Junior quedó en el grupo C junto a Atlético Nacional, Sporting de Barranquilla, Unión Magdalena y Medellín. Junior terminó cuarto con 6 puntos. En los Triangulares, Junior quedó ubicado en el grupo D junto a Deportes Quindío y Atlético Bucaramanga. Junior terminó segundo con 4 puntos, dos menos que el líder Deportes Quindío. Por estos resultados Junior recibe 0,25 puntos de bonificación. En el Torneo Nacional, Junior queda cuarto con 33 puntos. En el Octagonal Final, Junior queda quinto con 14,25 puntos.
En 1989 llega el delantero Miguel "Niche" Guerrero.
En 1990 llegan el arquero colombiano José María Pazo, Víctor Danilo Pacheco y Oswaldo Mackenzie. En el Torneo Apertura, Junior queda sexto con 13 puntos. En el Torneo Finalización, Junior termina 13 con 18 puntos. En la Reclasificación, Junior termina 12 con 31 puntos, quedando eliminado de los Grupos Semifinales. A final de año se marcha del equipo Miguel "El Niche" Guerrero.
En 1991 llega al equipo el volante paraguayo Javier Ferreira. En el Apertura, Junior termina quinto con 14 puntos. En el Torneo Finalización, Junior termina líder con 40 puntos (2 más que su perseguidor Deportes Qunidío). En la Reclasificación, Junior termina primero con 54 puntos (3 de ventaja sobre el segundo Deportes Quindío), obteniendo una bonificación de 1 punto y clasificando a los Grupos Semifinales. En los Grupos Semifinales, Junior queda ubicado en el grupo A junto a Atlético Nacional, Millonarios y Medellín. Junior termina segundo con 8 puntos (0,25 menos que el líder Atlético Nacional). Sin embargo Junior clasifica al Grupo Final donde enfrenta a Nacional, América de Cali e Independiente Santa Fe. Junior termina tercero con 6 puntos. Junior clasifica a su primera Copa Conmebol. Iván René Valenciano termina como goleador con 23 goles. A final de año se marchan Oswaldo Mackenzie y Alexis Mendoza.

## Copa Conmebol (1992)
En 1992 llega al equipo el goleador Arnoldo Iguarán. Junior participa en su primera Copa Conmebol. En este torneo jugó los octavos de final contra Sport Marítimo de Venezuela venciéndolo 6-0 en Barranquilla y 1-0 en Caracas para un marcador global de 7-0. En los cuartos de final, Junior se enfrenta al Atlético Mineiro de Brasil empatando 2-2 en Barranquilla y perdiendo 3-0 en Belo Horizonte quedando eliminado de la competición.
Octavos de final
| 5 de agosto de 1992 | Junior                                                                  | 6:0     | Marítimo | Estadio Metropolitano Roberto Meléndez, Barranquilla |  |
|                     | Ferreira 3' 14' 16' · Valencia 39' (pen.) · Pacheco 43' · Hernández 44' | Reporte |          |                                                      |  |

| 12 de agosto de 1992 | Marítimo | 0:1     | Junior     | Olímpico de la UCV, Caracas |  |
|                      |          | Reporte | Calero 55' |                             |  |

Cuartos de final
| Junior                                                    | 2-2 | Atlético Mineiro |
| Atlético Mineiro                                          | 3-0 | Junior           |
| Atlético Mineiro clasifica con un marcador global de 5-2. |     |                  |

En el Torneo Apertura colombiano, Junior queda ubicado en el grupo A terminando quinto con 16 puntos. En el Torneo Finalización, Junior queda segundo con 38 puntos (3 menos que el líder América de Cali). Junior gana una bonificación de 0,75 puntos. En la Reclasificación, Junior terminó cuarto con 54 puntos, clasificando Junior a los Grupos Semifinales. En los Grupos Semifinales, Junior queda ubicado en el grupo B junto a Deportivo Cali, Atlético Bucaramanga y Millonarios. Junior termina segundo con 8,75 puntos (0,25 menos que el líder Deportivo Cali) clasificando Junior al Grupo Final. En el Grupo Final, Junior enfrenta a América, Nacional y Cali donde pierde los seis partidos y termina cuarto con 0,75 puntos. Al final de esta temporada salen el volante paraguayo Javier Ferreira y Arnoldo Iguarán.

## 1993: Tercer título profesional
En 1993 vuelven Alexis Mendoza, Miguel "Niche" Guerrero y Oswaldo Mackenzie. Llegan por primera vez Jorge Bolaño y el máximo ídolo en la historia del equipo y mejor jugador colombiano de la historia: Carlos "El Pibe" Valderrama (incluido en el top 50 de los mejores jugadores de fútbol de la historia según la FIFA). En el Torneo Apertura, Junior queda líder del grupo B con 21 puntos (5 más que el segundo Atlético Nacional) clasificando a los Cuadrangulares Finales. En el Torneo Finalización, Junior termina segundo con 35 puntos (4 menos que el líder Independiente Medellín). De bonificación de los dos torneos, Junior recibió 1,50 puntos. En los Cuadrangulares Finales, Junior queda en el grupo A junto a Atléitco Nacional, Millonarios y Once Caldas. Junior queda segundo con los mismos puntos que el líder Atlético Nacional (8,50 puntos). En el Cuadrangular Final, Junior queda líder con 7 puntos (los mismos que el Independiente Medellín). Miguel Ángel "El Niche" Guerrero queda goleador con 34 goles. Junior clasifica a su quinta Copa Libertadores y gana por tercera vez el campeonato colombiano.

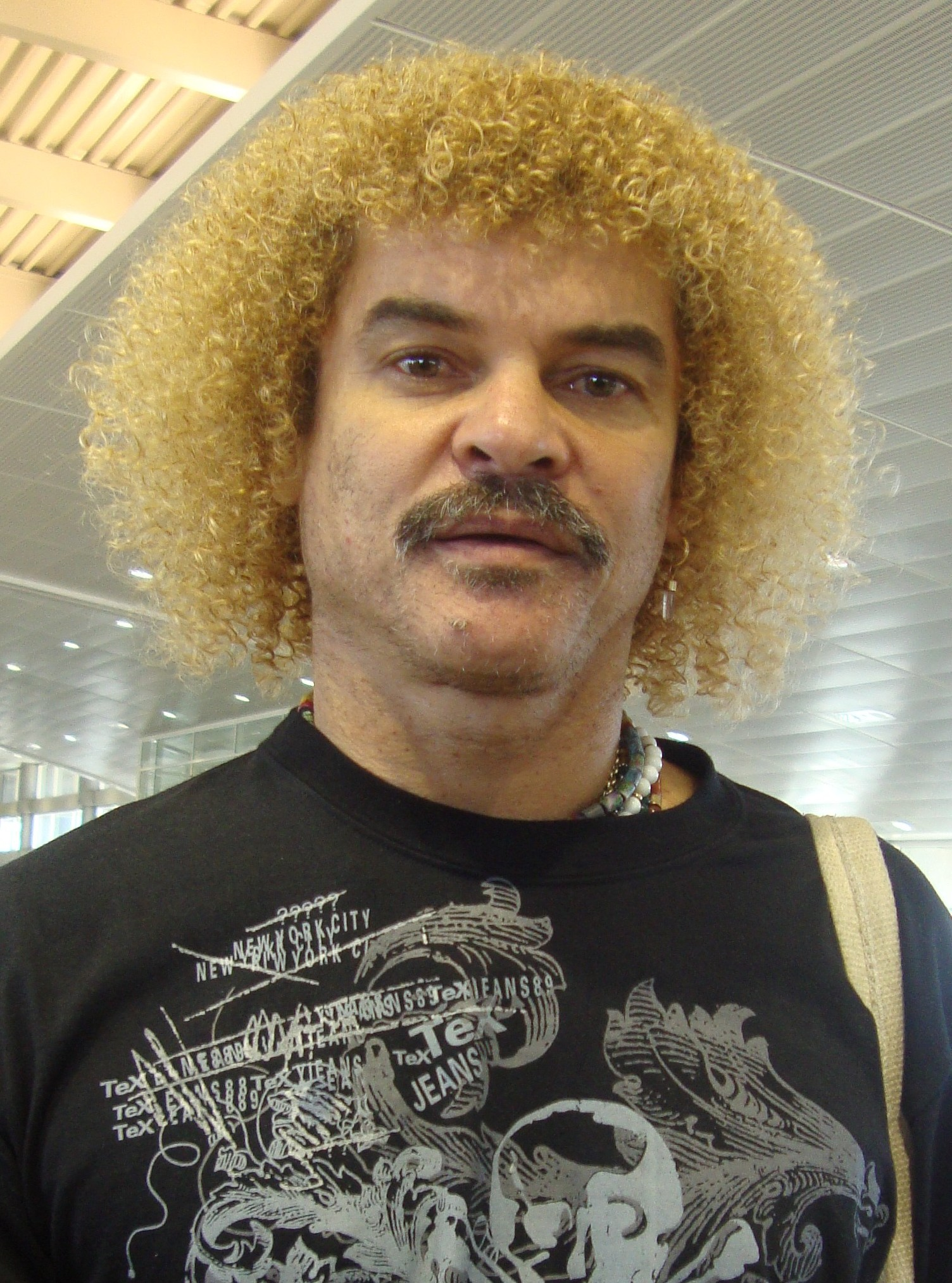
En las ediciones de 1993 y 1995 Carlos "El Pibe" Valderrama se coronó campeón con el conjunto barranquillero, ganándose así el rótulo de ídolo.

| Alineación: - José María Pazo - Alexis Mendoza - Francisco Cassiani - Gober Briasco - Eugenio Uribe - Héctor Gerardo Méndez - Oswaldo Mackenzie - Víctor Danilo Pacheco - Carlos Valderrama - Miguel Guerrero - Iván René Valenciano - DT: Julio Comesaña |  | Campeón Nacional 1993 Pazo Uribe Mendoza Briasco Cassiani Méndez Valderrama Valenciano Pacheco Mackenzie Guerrero |
| Campeón Nacional 1993 Pazo Uribe Mendoza Briasco Cassiani Méndez Valderrama Valenciano Pacheco Mackenzie Guerrero |  | |

Suplentes: Luis Octavio Gómez, Flaminio Rivas, Luis Grau, Carlos Araujo, Adriano Samaniego.

## Copa Libertadores (1994)
En 1994 llega el delantero chileno Cristian Montesinos. Junior participa en su quinta Copa Libertadores. Quedó ubicado en el grupo 1 junto a Independiente Medellín, Olimpia de Paraguay y Cerro Porteño de Paraguay. Termina tercero del grupo con 5 puntos. En los octavos de final se enfrenta con Colo-Colo de Chile, terminando en un resultado global 3-3. En los penaltis, Junior ganó 4-3. En los cuartos de final, Junior se enfrentó a Independiente Medellín ganando 2-0. En las Semifinales, enfrenta al club argentino Vélez Sársfield. Cada equipo gana un partido 2-1 por lo que el resultado global termina 3-3. Al final, en los penaltis, Junior fue vencido 5-4 quedando eliminado del torneo.
Fase de grupos
| Equipo                 | Pts | PJ | PG | PE | PP | GF | GC | DG |
| ---------------------- | --- | -- | -- | -- | -- | -- | -- | -- |
| Independiente Medellín | 8   | 6  | 3  | 2  | 1  | 6  | 1  | +5 |
| Olimpia                | 8   | 6  | 3  | 2  | 1  | 5  | 3  | +2 |
| Junior                 | 5   | 6  | 2  | 1  | 3  | 4  | 5  | -1 |
| Cerro Porteño          | 3   | 6  | 1  | 1  | 4  | 4  | 10 | -6 |

| Fecha       | Lugar        | Local                  | Resultado | Visitante              |
| ----------- | ------------ | ---------------------- | --------- | ---------------------- |
| 4 de marzo  | Barranquilla | Junior                 | 0 - 1     | Independiente Medellín |
| 12 de marzo | Barranquilla | Junior                 | 0 - 0     | Olimpia                |
| 18 de marzo | Barranquilla | Junior                 | 3 - 2     | Cerro Porteño          |
| 24 de marzo | Medellín     | Independiente Medellín | 0 - 1     | Junior                 |
| 12 de abril | Asunción     | Olimpia                | 1 - 0     | Junior                 |
| 15 de abril | Asunción     | Cerro Porteño          | 1 - 0     | Junior                 |

Octavos de final
| 20 de abril de 1994 | Junior         | 1:1 (1:1) | Colo Colo  | Estadio Metropolitano Roberto Meléndez, Barranquilla      |                                                           |
|                     | Valenciano 50' | Reporte   | Vilches 8' | Asistencia: 33.000 espectadores Árbitro(s): Alfredo Rodas | Asistencia: 33.000 espectadores Árbitro(s): Alfredo Rodas |

| 27 de abril de 1994 | Colo Colo                                          | 2:2 (1:1) (3–4 p.)         | Junior                                                      | Estadio Santa Laura, Santiago                                |                                                              |
|                     | Toninho · 10' · 15'                                | Reporte                    | Guerrero · 75' · Grau · 85'                                 | Asistencia: 35.926 espectadores Árbitro(s): Javier Castrilli | Asistencia: 35.926 espectadores Árbitro(s): Javier Castrilli |
|                     |                                                    | Tiros desde el punto penal |                                                             |                                                              |                                                              |
|                     | Toninho · Baena · Contreras · Vilches · González · |                            | Valenciano · Guerrero · C. Valderrama · Cassiani · Méndez · |                                                              |                                                              |

Cuartos de final
| 27 de julio de 1994 | Independiente Medellín | 0:2 (0:2) | Junior                                | Atanasio Girardot, Medellín                                   |                                                               |
|                     |                        | Reporte   | Mackenzie · 53' · R. Valderrama · 89' | Asistencia: 30.000 espectadores Árbitro(s): João Paulo Araújo | Asistencia: 30.000 espectadores Árbitro(s): João Paulo Araújo |

| 3 de agosto de 1994 | Junior | 0:0 (2:0) | Independiente Medellín | Estadio Metropolitano Roberto Meléndez, Barranquilla         |                                                              |
|                     |        | Reporte   |                        | Asistencia: 25.000 espectadores Árbitro(s): Javier Castrilli | Asistencia: 25.000 espectadores Árbitro(s): Javier Castrilli |

Semifinal
| 10 de agosto de 1994 | Junior            | 2:1 (1:0) | Vélez Sarsfield | Estadio Metropolitano Roberto Meléndez, Barranquilla       |                                                            |
|                      | Valenciano 2' 79' | Reporte   | Flores 66'      | Asistencia: 60.000 espectadores Árbitro(s): Alberto Tejada | Asistencia: 60.000 espectadores Árbitro(s): Alberto Tejada |

| 17 de agosto de 1994 | Vélez Sarsfield                                             | 2:1 (1:0) (5–4 p.)         | Junior                                                                      | José Amalfitani, Buenos Aires                             |                                                           |
|                      | Bassedas · 4' · Flores · 12'                                | Reporte                    | Valenciano 18'                                                              | Asistencia: 45.000 espectadores Árbitro(s): Iván Guerrero | Asistencia: 45.000 espectadores Árbitro(s): Iván Guerrero |
|                      |                                                             | Tiros desde el punto penal |                                                                             |                                                           |                                                           |
|                      | Trotta · Chilavert · Zandoná · Pompei · Flores · Basualdo · |                            | Valenciano · Mendoza · C. Valderrama · Mackenzie · Méndez · R. Valderrama · |                                                           |                                                           |

En el torneo colombiano, Junior queda décimo del Apertura con 15 puntos. En el Finalización, Junior queda cuarto con 35 puntos, ganando 0,25 puntos de bonificación y clasificando a los Cuadrangulares Semifinales. En los Cuadrangulares Semifinales, Junior queda en el grupo B, junto a América de Cali, Millonarios y Once Caldas. Junior termina tercero con 5,25 puntos. A final de año sale del equipo Miguel Ángel "El Niche" Guerrero.

## 1995: Cuarta estrella
En 1995 queda campeón de Torneo Colombiano con 62 puntos (2 más que el subcampeón América de Cali). Así, Junior gana por cuarta vez el campeonato colombiano y clasifica a su sexta Copa Libertadores. Iván René Valenciano es goleador con 24 goles.
| Alineación: - José María Pazo - Alexis Mendoza - Francisco Cassiani - Gober Briasco - Hugo Galeano - Raúl Chaparro - Héctor Gerardo Méndez - Víctor Danilo Pacheco - Carlos Valderrama - Cristián Montesinos - Iván René Valenciano - DT: Carlos Restrepo |  | Campeón Nacional 1995 Pazo Galeano Mendoza Briasco Cassiani Chaparro Valderrama Valenciano Pacheco Méndez Montesinos |
| Campeón Nacional 1995 Pazo Galeano Mendoza Briasco Cassiani Chaparro Valderrama Valenciano Pacheco Méndez Montesinos |  | |

Suplentes: Alfredo Steffanel, Ronald Valderrama, Carlos Araujo, Oswaldo Mackenzie, Marcio Rodríguez.
Copa Libertadores (1996)
En 1996 participa en su sexta Copa Libertadores, quedando en el grupo 3 junto a América de Cali, San José de Bolivia y Guabirá de Bolivia. Terminó segundo del grupo, 2 puntos por debajo de América de Cali. En octavos de final se enfrentó a Cerro Porteño de Paraguay ganando por un resultado global de 1-0. En los cuartos de final, se enfrentó con el América de Cali, quedando eliminado con un resultado global de 2-1.
Fase de grupos
| Equipo          | Pts | PJ | PG | PE | PP | GF | GC | DG |
| --------------- | --- | -- | -- | -- | -- | -- | -- | -- |
| América de Cali | 12  | 6  | 4  | 0  | 2  | 11 | 2  | 9  |
| Junior          | 10  | 6  | 3  | 1  | 2  | 8  | 6  | 2  |
| San José        | 9   | 6  | 3  | 0  | 3  | 6  | 8  | -2 |
| Guabirá         | 4   | 6  | 1  | 1  | 4  | 7  | 16 | -9 |

| Fecha       | Lugar            | Local           | Resultado | Visitante       |
| ----------- | ---------------- | --------------- | --------- | --------------- |
| 13 de marzo | Barranquilla     | Junior          | 1 - 0     | América de Cali |
| 26 de marzo | Barranquilla     | Junior          | 5 - 1     | Guabirá         |
| 3 de abril  | Santiago de Cali | América de Cali | 2 - 0     | Junior          |
| 9 de abril  | Oruro            | San José        | 2 - 0     | Junior          |
| 12 de abril | Montero          | Guabirá         | 1 - 1     | Junior          |
| 16 de abril | Barranquilla     | Junior          | 1 - 0     | San José        |

Octavos de final
| 30 de abril de 1996 | Cerro Porteño | 0:0 (0:0) | Junior | Defensores del Chaco, Asunción                           |                                                          |
|                     |               | Reporte   |        | Asistencia: 15.000 espectadores Árbitro(s): Jorge Nieves | Asistencia: 15.000 espectadores Árbitro(s): Jorge Nieves |

| 8 de mayo de 1996 | Junior           | 1:0 (1:0) | Cerro Porteño | Estadio Metropolitano Roberto Meléndez, Barranquilla      |                                                           |
|                   | Valenciano · 36' | Reporte   |               | Asistencia: 12.000 espectadores Árbitro(s): Ángel Guevara | Asistencia: 12.000 espectadores Árbitro(s): Ángel Guevara |

Cuartos de final
| 15 de mayo de 1996 | Junior           | 1:1 (1:1) | América de Cali | Estadio Metropolitano Roberto Meléndez, Barranquilla     |                                                          |
|                    | Valenciano · 56' | Reporte   | Peréz · 25'     | Asistencia: 25.000 espectadores Árbitro(s): Jorge Nieves | Asistencia: 25.000 espectadores Árbitro(s): Jorge Nieves |

| 22 de mayo de 1996 | América de Cali | 1:0 (2:1) | Junior | Pascual Guerrero, Cali                                       |                                                              |
|                    | de Ávila · 57'  | Reporte   |        | Asistencia: 40.000 espectadores Árbitro(s): Javier Castrilli | Asistencia: 40.000 espectadores Árbitro(s): Javier Castrilli |

En el Torneo Apertura 1995/96, Junior queda ubicado en el grupo B, donde termina tercero con 25 puntos. En la Copa Mustang II, Junior termina octavo con 39 puntos. En la Reclasificación, Junior termina octavo con 64 puntos. En los Cuadrangulares Semifinales, Junior queda ubicado en el grupo B junto a Millonarios, Nacional y Tolima. Junior termina último con 7 puntos quedando eliminado del torneo. Iván René Valenciano es goleador con 36 goles. Al final del año salen jugadores importantes como Carlos Valderrama y Cristián Montesinos.

## Copa Reebok (1997)
En 1997 participa en la Copa Internacional Reebok, participando junto a equipos como Borussia Mönchengladbach de Alemania, Necaxa de México y Palmeiras de Brasil resultando campeón al empatar 2-2 con Palmeiras y vencerlo en los penales y en la final vencer 2-0 a Borussia Mönchengladbach.
Resultados
|  | Semifinales              | Semifinales         |   |        | Final                    | Final               |  |
|  | 25 de julio de 1997      | 25 de julio de 1997 |   |        | 27 de julio de 1997      | 27 de julio de 1997 |  |
|  |                          |                     |   |        |                          |                     |  |
|  | Fecha                    |                     |   |        |                          |                     |  |
|  | Necaxa                   | 1                   |   |        |                          |                     |  |
|  | Borussia Mönchengladbach | 2                   |   |        |                          |                     |  |
|  |                          |                     |   |        |                          |                     |  |
|  |                          |                     |   |        | Fecha                    |                     |  |
|  |                          |                     |   |        | Borussia Mönchengladbach | 0                   |  |
|  |                          | Atlético Junior     | 2 |        |                          |                     |  |
|  |                          |                     |   |        |                          |                     |  |
|  |                          |                     |   |        |                          |                     |  |
|  |                          |                     |   |        | Tercer lugar             |                     |  |
|  | Fecha                    | Fecha               |   | Fecha  | Fecha                    |                     |  |
|  | Atlético Junior'(p)      | 2 (4)               |   | Necaxa | 4                        |                     |  |
|  | Palmeiras S.E            | 2 (3)               |   |        | Palmeiras S.E            | 1                   |  |

Cuadro final
| Equipo                   | Pts | PJ | PG | PE | PP | GF | GC | DG |
| ------------------------ | --- | -- | -- | -- | -- | -- | -- | -- |
| Atlético Junior          | 6   | 2  | 2  | 0  | 0  | 8  | 5  | 3  |
| Borussia Mönchengladbach | 3   | 2  | 1  | 1  | 0  | 2  | 2  | 0  |
| Necaxa                   | 3   | 2  | 1  | 0  | 1  | 5  | 3  | 2  |
| Palmeiras S.E            | 0   | 2  | 0  | 0  | 2  | 5  | 10 | -5 |

En el Torneo Apertura 1996/97, Junior queda cuarto con 48 puntos, recibiendo una bonificación de 0,25 puntos para la reclasificación. En el Finalización, Junior termina sexto del grupo B. En la Reclasificación, Junior termina séptimo con 65,25 puntos quedando eliminado del torneo. Al final del año salen del equipo José María Pazo y Oswaldo Mackenzie.
En el Torneo Apertura de 1998, Junior termina séptimo con 55 puntos. En los Cuadrangulares comparte el grupo D junto a Atlético Bucaramanga, Asociación Deportiva Unión Magdalena y Deportivo Unicosta. Junior termina de líder con 14 puntos (2 más que el segundo Bucaramanga. En el Torneo Finalización, Junior quedó en el grupo A, terminando séptimo con 11 puntos. En la Reclasificación, Junior termina 14 con 66 puntos, quedando eliminado del torneo. A final de año sale Alexis Mendoza.
En 1999 vuelve el arquero José María Pazo y llega Hayder Palacio. En el Torneo Apertura, Junior termina cuarto con 34 puntos. En el Torneo Finalización, Junior termina tercero con 35 puntos. Junior clasifica a los Cuadrangulares, quedando en el Grupo B junto a Atlético Nacional, Cortulúa y Deportivo Pasto. Junior termina segundo con 10 puntos (a 5 del líder Atlético Nacional). Junior clasifica a su séptima Copa Libertadores. A final de año salen Iván René Valenciano, Víctor Danilo Pacheco, José María Pazo y Jorge Bolaño.

## El nuevo milenio y el cuarto subcampeonato
Copa Libertadores (2000)
En el año 2000 llegan al equipo Emerson "El Piojo" Acuña y Martín "El Toro" Arzuaga, futuras figuras del equipo. Ese año júnior enfrenta en su séptima participación en la Copa Libertadores, al Cerro Porteño de Paraguay, al San Lorenzo de Argentina y Universitario de Perú en la primera fase. Junior termina líder del grupo con 12 puntos. En los octavos de final, se enfrenta al Atlas de México. Pierde 2-0 en Guadalajara y 3-1 en Barranquilla, quedando eliminado del certamen.
Fase de grupos
| Equipo        | Pts | PJ | G | E | P | GF | GC | DG |
| ------------- | --- | -- | - | - | - | -- | -- | -- |
| Junior        | 12  | 6  | 4 | 0 | 2 | 7  | 4  | +3 |
| Cerro Porteño | 10  | 6  | 3 | 1 | 2 | 9  | 6  | +3 |
| San Lorenzo   | 8   | 6  | 2 | 2 | 2 | 10 | 9  | +1 |
| Universitario | 4   | 6  | 1 | 1 | 4 | 2  | 9  | -7 |

| Fecha         | Lugar        | Local         | Resultado | Visitante     |
| ------------- | ------------ | ------------- | --------- | ------------- |
| 17 de febrero | Asunción     | Cerro Porteño | 1 - 0     | Junior        |
| 2 de marzo    | Barranquilla | Junior        | 3 - 1     | San Lorenzo   |
| 9 de marzo    | Barranquilla | Junior        | 1 - 0     | Universitario |
| 15 de marzo   | Barranquilla | Junior        | 2 - 0     | Cerro Porteño |
| 21 de marzo   | Buenos Aires | San Lorenzo   | 2 - 0     | Junior        |
| 6 de abril    | Lima         | Universitario | 0 - 1     | Junior        |

Octavos de final
| 3 de mayo de 2000 | Atlas                     | 2:0 (2:0) | Junior | Jalisco, Guadalajara                                            |                                                                 |
|                   | Rodríguez · 77' (p) · 81' | Reporte   |        | Asistencia: 27.500 espectadores Árbitro(s): Oscar Roberto Godói | Asistencia: 27.500 espectadores Árbitro(s): Oscar Roberto Godói |

| 10 de mayo de 2000 | Junior        | 1:3 (1:5) | Atlas                                     | Estadio Metropolitano Roberto Meléndez, Barranquilla       |                                                            |
|                    | Herrera · 78' | Reporte   | Rodríguez · 42' · Osorno 73' · Ailton 83' | Asistencia: 35.000 espectadores Árbitro(s): Daniel Giménez | Asistencia: 35.000 espectadores Árbitro(s): Daniel Giménez |

En el Torneo Apertura, Junior termina sexto con 32 puntos. En el Finalización, Junior termina tercero con 38 puntos. En la Reclasificación, Junior termina tercero con 70 puntos, clasificando a la Final donde enfrentaría a América de Cali, Independiente Santa Fe y Deportes Tolima. Junior termina segundo con 9 puntos (1 menos que el campeón América de Cali). Junior así obtenía su cuarto subcampeonato y su octava clasificación a Copa Libertadores.

## Copa Libertadores (2001)
En el 2001 llega al equipo el experimentado portero René Higuita como principal contratación. Junior participa en su octava Copa Libertadores, enfrentando en el grupo 1 a los equipos Rosario Central de Argentina, Vélez Sársfield de Argentina, y Universitariode Deportes de Perú. Termina segundo en el grupo por detrás de Rosario Central. En los octavos de final, enfrenta al Boca Juniors de Argentina perdiendo en un gran partido 2-3 cuando ganaba 2-1 y en Argentina empata 1-1, quedando eliminado con un resultado global de 4-3.
Fase de grupos
| Equipo          | Pts | PJ | PG | PE | PP | GF | GC | DG  |
| --------------- | --- | -- | -- | -- | -- | -- | -- | --- |
| Rosario Central | 13  | 6  | 4  | 1  | 1  | 13 | 4  | 9   |
| Junior          | 10  | 6  | 3  | 1  | 2  | 10 | 6  | 4   |
| Vélez Sarsfield | 9   | 6  | 3  | 0  | 3  | 5  | 8  | -3  |
| Universitario   | 2   | 6  | 0  | 2  | 4  | 3  | 13 | -10 |

| Fecha         | Lugar        | Local           | Resultado | Visitante       |
| ------------- | ------------ | --------------- | --------- | --------------- |
| 7 de febrero  | Barranquilla | Junior          | 3 - 1     | Rosario Central |
| 22 de febrero | Buenos Aires | Vélez Sarsfield | 2 - 0     | Junior          |
| 15 de marzo   | Lima         | Universitario   | 1 - 2     | 'Junior         |
| 22 de marzo   | Barranquilla | Junior          | 4 - 0     | Vélez Sarsfield |
| 4 de abril    | Rosario      | Rosario Central | 1 - 0     | Junior          |
| 19 de abril   | Barranquilla | Junior          | 1 - 1     | Universitario   |

Octavos de final
| 10 de mayo de 2001 | Junior                       | 2:3 (0:1) | Boca Juniors                     | Estadio Metropolitano, Barranquilla                         |                                                             |
|                    | Arriaga · 29' · Zambrano 39' | Reporte   | Delgado · 06' 80' · Riquelme 65' | Asistencia: 20.000 espectadores Árbitro(s): Antônio Pereira | Asistencia: 20.000 espectadores Árbitro(s): Antônio Pereira |

| 16 de mayo de 2001 | Boca Juniors | 1:1 (4:3) | Junior                 | Estadio La Bombonera, Buenos Aires                          |                                                             |
|                    | Zambrano 01' | Reporte   | Barros Schelotto · 09' | Asistencia: 25.000 espectadores Árbitro(s): Jorge Larrionda | Asistencia: 25.000 espectadores Árbitro(s): Jorge Larrionda |

En el Torneo Apertura, Junior terminó octavo con 31 puntos. En el Torneo Finalización, Junior quedó 12 con 25 puntos. En la Reclasificación, Junior terminó 11 con 56 puntos. Junior queda eliminado del torneo. Al terminar el año René Higuita sale del equipo.
En el año 2002 la Asamblea General de Clubes de la División Mayor del Fútbol Colombiano aprobó que se jugara el torneo profesional con 18 equipos, sumándole a los 16 actuales dos de los tres socios que en ese entonces se encontraban participando en el Campeonato de la Categoría Primera B. Para ese año el equipo de la Primera División al que le correspondía descender se mantuvo en la misma. Asimismo, se aprobó el sistema de torneos cortos, en el cual hay dos campeones por año, con el fin de hacer el torneo más llamativo para la prensa, aficionados y patrocinadores.
En el Torneo Apertura llega al equipo el entonces juvenil Macnelly Torres. Junior termina 12 con 26 puntos quedando eliminado del torneo.
En el Torneo Finalización, Junior de 22 encuentros solo gana 4, empata 9 y pierde 9; en la tabla de posiciones queda 17 con 21 puntos, solo por encima del colero Envigado F.C. quedando eliminado del torneo. Siendo esta su peor campaña en toda su historia, en el profesionalismo.

## 2003: La esquiva quinta estrella
En el Torneo Apertura 2003, Junior termina sexto con 28 puntos clasificando a los Cuadrangulares Semifinales. En los Cuadrangulares Semifinales, Junior quedó en el grupo B junto a Deportivo Pereira, Millonarios y Centauros de Villavicencio. Junior terminó líder del grupo B con 12 puntos (3 más que Deportivo Pereira) clasificando a la Final, donde enfrentaría a Once Caldas. En el partido de Barranquilla el resultado fue 0-0. En el partido de Manizales, Once Caldas vence a Junior 1-0. Junior así obtenía su quinto subtítulo. En el Torneo Finalización, Junior termina octavo con 25 puntos (9 menos que el líder Deportivo Cali) clasificando a los Cuadrangulares Semifinales. En los cuadrangulares, Junior queda ubicado en el grupo B junto a Tolima, Nacional y Medellín. Junior termina segundo por detrás de Tolima con los mismos puntos (10) pero al haber quedado peor ubicado en la serie todos contra todos, Junior queda eliminado. Junior clasifica a su primera Copa Sudamericana.

## 2004: Inolvidable
En el 2004 llega al equipo Omar Sebastián Pérez, en su primera experiencia en Colombia y sin gran cartel, comandando al equipo hacia el quinto campeonato de la Primera A, teniendo como técnico a Miguel Ángel "El Zurdo" López. Además, ese mismo año participa en su primera Copa Sudamericana. En la eliminatoria colombiana jugó contra Millonarios de Bogotá, perdiendo el primer partido 1-0 en Bogotá y ganando 2-0 en Barranquilla logrando un resultado global de 2-1. En los octavos de final se enfrenta al ganador de la eliminatoria peruana: Alianza Atlético de Sullana. Junior vence de nuevo en los dos partidos 2-0 en Sullana y 4-1 en Barranquilla para un resultado global de 6-1. Junior clasifica a los cuartos de final para enfrentar a Internacional de Brasil. Junior pierde 1-0 en Porto Alegre y empata 1-1 en Barranquilla.
Copa Sudamericana (2004)
| Fechas          | Local ida        | El ganador clasifica como | Local vuelta      | Resultado ida | Resultado vuelta | Resultado global |
| --------------- | ---------------- | ------------------------- | ----------------- | ------------- | ---------------- | ---------------- |
| 19-ago y 9-sep  | Junior           | COL                       | Millonarios       | 0-1           | 2-0              | 2-1              |
| 17-ago y 14-sep | Alianza Atlético | PER                       | Coronel Bolognesi | 0-1           | 4-1              | 4-2              |
| 30-sep y 19-oct | Junior           | Cuartofinalista 7         | Alianza Atlético  | 2-0           | 4-1              | 6-1              |

Cuartos de final
| 3 de noviembre de 2004 | Internacional | 1:0 (1:0) | Junior | Estadio Beira-Rio, Porto Alegre       |                                       |
|                        | Fernandão 2'  | Reporte   |        | Árbitro(s): Jorge Larrionda (Uruguay) | Árbitro(s): Jorge Larrionda (Uruguay) |

| 10 de noviembre de 2004 | Junior             | 1:1 (0:1) | Internacional       | Estadio Metropolitano Roberto Meléndez, Barranquilla |                                        |
|                         | Martín Arzuaga 87' | Reporte   | Edinho Ferreira 13' | Árbitro(s): Daniel Giménez (Argentina)               | Árbitro(s): Daniel Giménez (Argentina) |

### Quinta estrella
En el Torneo Apertura 2004, Junior termina quinto con 30 puntos, clasificando a los Cuadrangulares Semifinales. En los cuadrangulares, Junior queda ubicado en el grupo A junto a Nacional, América y Pasto. Junior termina último con 6 puntos. En el Torneo Finalización, Junior clasifica a los cuadrangulares semifinales, octavo con 28 puntos. Queda ubicado en el grupo B junto a Deportivo Cali, Independiente Medellín y Atlético Bucaramanga, clasificando a la final con 13 puntos (5 más que el Deportivo Cali). En la Final, Junior enfrenta a Atlético Nacional. En el partido de Barranquilla, Junior vence 3-0. En el partido de Medellín, Nacional vence a Junior 5-2, quedando un resultado global de 5-5 y obligando a la serie de penales en donde Junior vence 5-4. Junior así obtenía su quinto título nacional y su novena clasificación a Copa Libertadores. También Junior fue campeón del torneo amistoso Copa Cotton USA, realizada en Medellín como homenaje a los 10 años de la muerte de Andrés Escobar.
| Alineación: - Luis Fernández - Roberto Peñalosa - Walter Ribonetto - Hayder Palacio - César Fawcett - José Amaya - Juan Carlos Quintero - Leonardo Rojano - Omar Sebastián Pérez - Orlando Ballesteros - Martín Arzuaga - DT: Miguel Ángel López |  | Campeón Nacional 2004 II Fernández Fawcett Peñalosa Palacio Ribonetto Amaya Pérez Arzuaga Rojano Quintero Ballesteros |
| Campeón Nacional 2004 II Fernández Fawcett Peñalosa Palacio Ribonetto Amaya Pérez Arzuaga Rojano Quintero Ballesteros |  | |

Suplentes: Carlos Pérez, Jorge Amara, Freddy Arrieta, Daniel Machacón, Wilson Carpintero

## Copa Libertadores (2005)
En el 2005 participa en su novena Copa Libertadores. En la fase preliminar enfrenta a Oriente Petrolero de Bolivia, ganando con un resultado global de 5-2. Luego integró el grupo 5 enfrentándose a clubes como River Plate de Argentina, Nacional de Uruguay y Olmedo de Ecuador. Quedó segundo del grupo detrás de River Plate, clasificando a los octavos de final, donde enfrenta a Boca Juniors de Argentina. En esta serie, el partido de Barranquilla terminó 3-3 y el de Buenos Aires terminó 4-0, quedando eliminados de la competición.
Fase de grupos
| Equipo      | Pts | PJ | PG | PE | PP | GF | GC | DG |
| ----------- | --- | -- | -- | -- | -- | -- | -- | -- |
| River Plate | 16  | 6  | 5  | 1  | 0  | 12 | 5  | +7 |
| Junior      | 9   | 6  | 3  | 0  | 3  | 8  | 9  | -1 |
| Olmedo      | 7   | 6  | 2  | 1  | 3  | 10 | 11 | -1 |
| Nacional    | 3   | 6  | 1  | 0  | 5  | 7  | 12 | -5 |

| Fecha         | Lugar        | Local       | Resultado | Visitante   |
| ------------- | ------------ | ----------- | --------- | ----------- |
| 15 de febrero | Montevideo   | Nacional    | 0 - 1     | Junior      |
| 1 de marzo    | Barranquilla | Junior      | 2 - 0     | Olmedo      |
| 17 de marzo   | Barranquilla | Junior      | 0 - 2     | River Plate |
| 7 de abril    | Buenos Aires | River Plate | 2 - 1     | Junior      |
| 19 de abril   | Riobamba     | Olmedo      | 3 - 1     | Junior      |
| 3 de mayo     | Barranquilla | Junior      | 3 - 2     | Nacional    |

Octavos de final
| 17 de mayo de 2005 | Junior                          | 3:3 (3:1) | Boca Juniors                         | Estadio Metropolitano, Barranquilla |                                  |
|                    | Pérez 10' Arzuaga 13' Acuña 36' | Reporte   | Schiavi 7' Palacio 59' Delgado 90+2' | Árbitro(s): Rubén Selmán (Chile)    | Árbitro(s): Rubén Selmán (Chile) |

| 26 de mayo de 2005 | Boca Juniors                              | 4:0 (2:0) | Junior | Estadio La Bombonera, Buenos Aires |                                    |
|                    | Guglielminpietro 1', 55' Palermo 39', 70' | Reporte   |        | Árbitro(s): Carlos Chandía (Chile) | Árbitro(s): Carlos Chandía (Chile) |

En el Torneo Apertura, Junior termina décimo con 25 puntos. Al acabar este torneo sale del equipo Omar Sebastián Pérez. En el Torneo Finalización, Junior terminó quinto con 29 puntos, clasificando a los cuadrangulares semifinales. En esa instancia, queda en el grupo A junto a Deportivo Cali, Once Caldas y América, terminando segundo con 10 puntos (1 menos que el líder Deportivo Cali) quedando eliminado del torneo. Al final del año salieron del equipo, Martín Arzuaga y Macnelly Torres.

## (2006) - (2008): La debacle
Para el Torneo Apertura 2006 vuelve al equipo el histórico Víctor Danilo Pacheco. En ese certamen, Junior termina 16°, haciendo una de sus peores campañas de la historia con 17 puntos, quedando eliminado del torneo. Para el Torneo Finalización vuelve el argentino Omar Sebastián Pérez (procedente de México) y el máximo goleador del equipo en su historia: Iván René Valenciano. Víctor Danilo Pacheco sale. Junior termina 15 con 17 puntos, quedando eliminado del torneo. A final de año salen Hayder Palacio e Iván René Valenciano.
Para el Torneo Apertura de 2007 llegó al equipo el entonces desconocido Teófilo Gutiérrez, pero la gran contratación del equipo fue el argentino Gabriel Fernández. En este torneo, Junior termina 11 con 23 puntos, quedando eliminado del certamen. A mitad de año se van Gabriel Fernández y Omar Sebastián Pérez. Para el Torneo Finalización llega Carlos Valderrama como director deportivo del equipo, Junior termina 13 con 18 puntos, quedando eliminado del certamen.

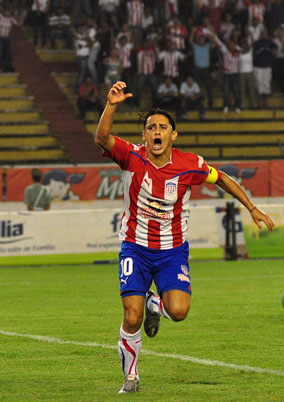
En 2008, en medio de la peor crisis en la historia del club. Giovanni Hernández, fue el eje de juego del cuadro barranquillero, así como un jugador clave en los títulos de 2010 y 2011.

A principios de 2008 Junior se vio amenazado por el descenso por lo que contrató a Giovanni Hernández como principal contratación, y trajo de vuelta a Hayder Palacio (quien había jugado el último año en el Deportivo Cali) para el Torneo Apertura. En este torneo, Junior termina 12 con 24 puntos, quedando eliminado. En la Copa Colombia termina líder del grupo A con 20 puntos, 1 más que el Unión Magdalena, clasificándose a la segunda fase. Martín Arzuaga volvió al equipo para el segundo semestre.
En el Torneo Finalización, Junior termina segundo con 31 puntos (dos menos que el líder Deportes Tolima) clasificando a los cuadrangulares semifinales después de dos años y medio. En los Cuadrangulares Semifinales, Junior quedó en el grupo B junto a América, Pereira y Deportivo Cali, terminando tercero con 7 puntos y quedando eliminado del torneo. En la Copa Colombia Junior quedaría eliminado en segunda fase a manos de Envigado al perder 1-0 en Envigado y ganar 3-2 en Barranquilla, clasificando Envigado por mayor cantidad de goles de visitante. A final de año Martín Arzuaga sale del equipo.
Subcampeón apertura (2009-I)
Para el Torneo Apertura 2009 llegan Ricardo Ciciliano y Adrián Berbia como principales contrataciones. En este torneo, Junior termina segundo con 31 puntos (1 menos que el líder Deportes Tolima), clasificando a los cuadrangulares semifinales donde queda ubicado en el grupo B junto a Deportivo Cali, Envigado F. C. y Cúcuta Deportivo, terminando líder con 9 puntos (los mismos que el Deportivo Cali que se vio perjudicado al quedar Junior en mejor posición en la fase Todos contra Todos) clasificando a la final. En la final, Junior enfrenta a Once Caldas. Junior pierde los dos partidos 2-1 en Manizales y 1-3 en Barranquilla. Así, Junior conseguiría su sexto subcampeonato. Teófilo Gutiérrez es goleador del Torneo Apertura con 16 goles. Mientras, en Copa Colombia, Junior termina 2° del grupo A con 21 puntos (1 menos que el líder Atlético de la Sabana), clasificando a la segunda fase del torneo.
Para el Torneo Finalización, Junior contrata al experimentado volante Freddy "Totono" Grisales. Junior termina sexto con 27 puntos (11 menos que el líder Independiente Medellín, clasificando a los cuadrangulares semifinales, donde después del sorteo queda ubicado en el grupo A junto a Independiente Medellín, Deportivo Pereira y Real Cartagena. Junior termina segundo con 9 puntos, 5 menos que el líder Independiente Medellín, quedando eliminado del torneo. Sin embargo, Junior consigue el tercer cupo colombiano a la Copa Libertadores al ser el equipo que más puntos logró en el año (76) superando por dos puntos al Deportes Tolima.
En la Copa Colombia, Junior enfrenta a Medellín, eliminándolo con un global de 3-2 (3-1 en Barranquilla y 1-0 en Medellín), clasificando a la tercera fase, donde enfrentaría al Quindío, empatando 0-0 en Armenia y 2-2 en Barranquilla. Desde los penales clasifica Junior a semifinales, donde enfrentaría a Pasto, perdiendo ambos partidos 3-1 y 1-2 en Pasto y Barranquilla respectivamente, quedando eliminados. Carlos Bacca logra coronarse goleador de la Copa Colombia con 11 goles, 4 más que su más cercano perseguidor Jorge Enrique Vargas (Atlético de la Sabana).
A pesar de haber logrado la clasificación a Copa Libertadores como equipo con más puntos cosechados durante 2009, el técnico Julio Comesaña es despedido, siendo sustituido por Diego Edison Umaña. Al final del año salen del equipo Teófilo Gutiérrez (rumbo al fútbol turco) y Camilo Ceballos y se retira Dumar Rueda, siendo estas las principales bajas del equipo para el siguiente torneo.

## 2010: Apertura, el sexto título profesional
Para el 2010 llegan al equipo Paulo César Arango, Martín Arzuaga y el defensa panameño Román Torres como principales contrataciones. En la Copa Libertadores queda eliminado al perder la serie con Racing de Uruguay 4-2.
Copa Libertadores (2010)
Primera fase
| 28 de enero de 2010 | Junior                          | 2:2 (1:1) | Racing de Montevideo              | Estadio Metropolitano, Barranquilla                               |                                                                   |
|                     | E. Acuña 12' · M. Arzuaga 90+1' | Reporte   | M. Mirabaje 28' · José Pallas 67' | Asistencia: 18.026 espectadores Árbitro(s): Carlos Vera (Ecuador) | Asistencia: 18.026 espectadores Árbitro(s): Carlos Vera (Ecuador) |

| 4 de febrero de 2010 | Racing de Montevideo       | 2:0 (1:0) | Junior | Estadio Gran Parque Central, Montevideo                                     |                                                                             |
|                      | L. Quiñones 14' (pen.) 87' | Reporte   |        | Asistencia: 4.768 espectadores Árbitro(s): Paulo César de Oliveira (Brasil) | Asistencia: 4.768 espectadores Árbitro(s): Paulo César de Oliveira (Brasil) |

En el Torneo Apertura termina tercero del todos contra todos con 32 puntos, dos menos que el líder Deportes Tolima luego de una sufrida clasificación en el que se le dieron los resultados que necesitaba y venció 2-0 a Envigado F. C.. En la semifinal venció a Medellín. En la final enfrentó a Equidad venciéndolo 3-2 en una final de infarto que se definió por un gol de carambola de Carlos Bacca faltando cuatro minutos para el final del encuentro. Junior así ganaba su sexto campeonato colombiano y clasifica a la Copa Libertadores. Carlos Bacca es goleador con 12 goles, los mismos de Carlos Rentería de La Equidad. Por la Copa Colombia, Junior logra terminar 2° del grupo A con 18 puntos, los mismos que el líder Real Cartagena, quien los superaba por diferencia de goles (5 contra 4), clasificando directamente a los octavos de final, a disputarse al siguiente semestre. Al final del campeonato salen el portero uruguayo Adrián Berbia, así como los delanteros Martín Arzuaga y Emerson Acuña.
| Alineación: - Carlos Rodríguez - Román Torres - John Valencia - Hayder Palacio - César Fawcett - Jossymar Gómez - Jorge Casanova - Luis Carlos Ruiz - Giovanni Hernández - Víctor Cortés - Carlos Bacca - DT: Diego Umaña |  | Campeón Nacional 2010 I Rodríguez Fawcett Torres Palacio Valencia Casanova Hernández Bacca Ruiz Gómez Cortés |
| Campeón Nacional 2010 I Rodríguez Fawcett Torres Palacio Valencia Casanova Hernández Bacca Ruiz Gómez Cortés |  | |

Suplentes: Adrián Berbia, Brayner García, Jaider Romero, Frank Pacheco, Martín Arzuaga.
Para el Torneo Finalización, Junior contrata al portero Luis Estacio como principal refuerzo. Logran mantener la mayoría de la nómina campeona, sin embargo con muchos actos de indisciplina y excesiva confianza, los jugadores de Junior hacen un vergonzoso campeonato, resultando en el peor torneo corto en la historia del equipo con solo 16 puntos. Esto conduce al despido del presidente Alejandro Arteta reemplazándolo con Arturo Char y, como consecuencia, del técnico Diego Edison Umaña, reemplazándolo por Oscar Héctor Quintabani. Por la Copa Colombia el equipo es eliminado en octavos de final a manos del Deportivo Cali a quien venció 1-0 en Barranquilla, pero perdió 3-2 en Cali y al final cayó 4-2 en los penales. Al final del año salen del equipo Jorge Casanova, Román Torres y Hayder Palacio.

## 2011: Finalización, séptima estrella

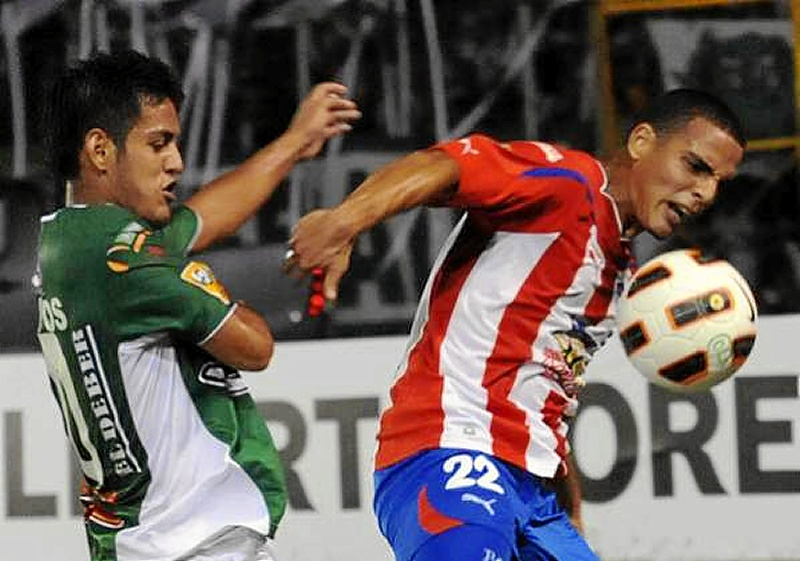
Balón en disputa durante el juego Oriente Petrolero 1-2 Junior.

Para la Copa Libertadores 2011 se contratan jugadores con nombre como Sebastián Viera (procedente del fútbol griego), John Viafara, José Amaya, Sherman Cárdenas, Sergio Otalvaro, y Juan David Valencia, además del reciente goleador de la Primera B, Luis Páez. El equipo termina líder del grupo 2 con 13 puntos, 3 de ventaja sobre el escolta Gremio de Porto Alegre. En los octavos de final enfrenta a Jaguares de Chiapas, empatando 1 a 1 en Tuxtla Gutiérrez y 3 a 3 en Barranquilla, siendo eliminado por goles de visitante.
Copa Libertadores (2011)
Fase de grupos
| Equipo            | Pts | PJ | PG | PE | PP | GF | GC | DG |
| ----------------- | --- | -- | -- | -- | -- | -- | -- | -- |
| Junior            | 13  | 6  | 4  | 1  | 1  | 9  | 7  | 2  |
| Grêmio            | 10  | 6  | 3  | 1  | 2  | 9  | 6  | 3  |
| Oriente Petrolero | 6   | 6  | 2  | 0  | 4  | 7  | 8  | -1 |
| León de Huánuco   | 5   | 6  | 1  | 2  | 3  | 4  | 8  | -4 |

| Fecha         | Lugar        | Local             | Resultado | Visitante         |
| ------------- | ------------ | ----------------- | --------- | ----------------- |
| 17 de febrero | Huánuco      | León de Huánuco   | 1 – 2     | Junior            |
| 24 de febrero | Barranquilla | Junior            | 2 – 1     | Grêmio            |
| 9 de marzo    | Santa Cruz   | Oriente Petrolero | 1 – 2     | Junior            |
| 17 de marzo   | Barranquilla | Junior            | 2 – 1     | Oriente Petrolero |
| 7 de abril    | Porto Alegre | Grêmio            | 2 – 0     | Junior            |
| 14 de abril   | Barranquilla | Junior            | 1 – 1     | León de Huánuco   |

Octavos de final
| 27 de abril de 2011 | Jaguares        | 1:1 (0:1) | Junior  | Estadio Víctor Manuel Reyna, Tuxtla Gutiérrez             |                                                           |
|                     | J. Martínez 57' | Reporte   | Páez 6' | Entradas vendidas: 5.071 Árbitro(s): Omar Ponce (Ecuador) | Entradas vendidas: 5.071 Árbitro(s): Omar Ponce (Ecuador) |

| 5 de mayo de 2011 | Junior                                     | 3:3 (1:1) | Jaguares                          | Estadio Metropolitano Roberto Meléndez, Barranquilla       |                                                            |
|                   | Valencia 35' · Páez 50' (pen.) · Bacca 72' | Reporte   | J. Martínez 39' 63' · Andrade 86' | Entradas vendidas: 17.371 Árbitro(s): Héber Lopes (Brasil) | Entradas vendidas: 17.371 Árbitro(s): Héber Lopes (Brasil) |

Las directivas mantuvieron a Oscar Héctor Quintabani en su cargo hasta el final del campeonato, donde Junior terminó 15° con 19 puntos, siendo esta una de las peores campañas que el club ha realizado en su historia. Su reemplazante sería Jorge Luis Pinto. Por la Copa Colombia 2011 el equipo termina líder del grupo A con 21 puntos, 1 más que su escolta Valledupar clasificando a los octavos de final a disputarse al siguiente semestre. Al final de semestre salen del equipo Paulo César Arango y John Viáfara.

### Séptima estrella

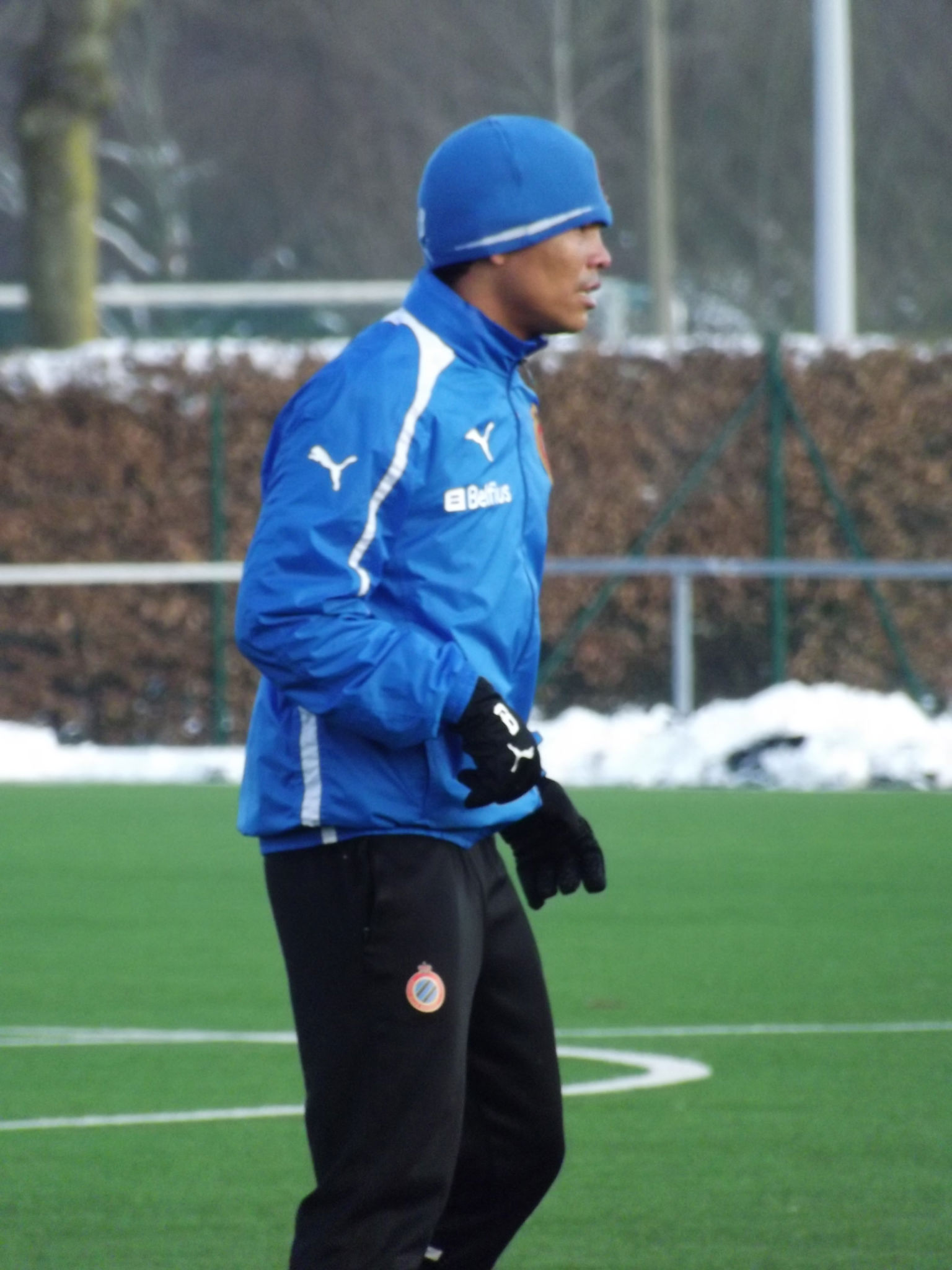
Carlos Bacca quedó goleador por segundo año consecutivo en 2011.

Para el Torneo Finalización 2011 se cambia nuevamente de presidente, siendo Antonio Char el sucesor de Arturo Char. Junior contrata a Cristian Mejía como principal contratación, procedente del fútbol uruguayo. Después de 3 fechas del campeonato, donde se consiguió una derrota 0 a 3, un empate 0 a 0 y una victoria 4 a 0, Jorge Luis Pinto dejaría la dirección técnica tan solo 3 meses después de asumirla al aceptar una oferta para dirigir a la Selección Costa Rica. Su reemplazo sería José Eugenio "Cheché" Hernández recomendado por el mismo Pinto. El equipo termina 1° en el todos contra todos por primera vez en los torneos cortos, con 1 punto de ventaja sobre el escolta Itagüí Ditaires. En los cuartos de final enfrenta a Boyacá Chicó en una polémica serie donde solo se jugaron 45 minutos en Tunja debido a la agresión a un juez de línea. Boyacá Chicó fue sancionado con la anulación del punto que conseguía hasta ese momento, siendo suficiente el empate 2 a 2 en Barranquilla (después de estar el partido 0-2 en contra de Junior) para lograr clasificar a las semifinales, donde enfrentaría a Millonarios en una serie épica donde Junior perdió 3-0 en Bogotá y remontó con el mismo marcador en Barranquilla, definiendo la clasificación desde los penales, donde Junior se impuso 5-4, en un partido donde la afición se hizo sentir. En la final enfrentaría a Once Caldas, ganando 3-2 en Barranquilla (después de remontar un 0-2) y perdiendo 2-1 en Manizales definiendo el título con un 2-4 en los penales, logrando su séptimo título colombiano y la clasificación a la Copa Libertadores 2012. Igualmente, Carlos Bacca logra el Botín de Oro por 2° año consecutivo al anotar 12 goles (2 más que sus perseguidores Germán Cano del Pereira, Lionard Pajoy del Itagüí y su hermano John Pajoy del Once Caldas).
| Alineación: - Sebastián Viera - Andrés Felipe González - Anselmo de Almeida - Jaider Romero - Juan David Valencia - Jossymar Gómez - Luis Narváez - Luis Carlos Ruiz - Giovanni Hernández - Vladimir Hernández - Carlos Bacca - DT: José Eugenio Hernández |  | Campeón Nacional 2011 II Viera Valencia González Romero De Almeida Narváez G. Hernández Bacca Ruiz Gómez V. Hernández |
| Campeón Nacional 2011 II Viera Valencia González Romero De Almeida Narváez G. Hernández Bacca Ruiz Gómez V. Hernández |  | |

Suplentes: Carlos Rodríguez, Brayner García, Sherman Cárdenas, Víctor Cortés, Luis Páez, César Fawcett
Por la Copa Colombia, Junior enfrenta al Once Caldas empatando 1 a 1 ambos juegos (en Manizales y Barranquilla) y clasificando a los cuartos de final al ganar 4-3 en los penales. En los cuartos de final enfrentaron a Valledupar empatando 0 a 0 en Barranquilla y 1 a 1 en Valledupar definiendo nuevamente la serie desde la tanda de penales, que finalmente volverían a ganar por resultado 2-4. En las semifinales enfrentaban a Millonarios perdiendo 3-0 en Bogotá y empatando 0-0 en Barranquilla quedando eliminados del certamen. Carlos Bacca logra consagrarse por 2° vez goleador de este torneo, esta vez con 8 goles (compartiendo el título con Oscar Iván Méndez del Real Cartagena).
Al final del año, salen del equipo Carlos Bacca (rumbo al fútbol belga), Juan David Valencia, José Amaya y Sergio Otálvaro.

## (2012) - (2013): El ocaso de una era
Para el primer semestre de 2012 llegan al equipo Iván Vélez y Héctor Quiñones como principales contrataciones. Junior cumple malas campañas debido a la salida de sus principales figuras y su no reemplazo dentro de la nómina. En la Copa Libertadores 2012 queda eliminado en fase de grupos al terminar tercero del grupo 3 con 7 puntos, 3 menos que los líderes Unión Española y Bolívar.
Copa Libertadores (2012)
Fase de grupos
| Equipo               | Pts | PJ | PG | PE | PP | GF | GC | DG |
| -------------------- | --- | -- | -- | -- | -- | -- | -- | -- |
| Unión Española       | 10  | 6  | 3  | 1  | 2  | 10 | 7  | 3  |
| Bolívar              | 10  | 6  | 3  | 1  | 2  | 9  | 7  | 2  |
| Junior               | 7   | 6  | 2  | 1  | 3  | 8  | 8  | 0  |
| Universidad Católica | 6   | 6  | 1  | 3  | 2  | 6  | 11 | -5 |

| Fecha         | Lugar        | Local                | Resultado | Visitante            |
| ------------- | ------------ | -------------------- | --------- | -------------------- |
| 8 de febrero  | Santiago     | Unión Española       | 2 – 0     | Junior               |
| 23 de febrero | Santiago     | Universidad Católica | 2 – 2     | Junior               |
| 8 de marzo    | Barranquilla | Junior               | 0 – 1     | Bolívar              |
| 20 de marzo   | La Paz       | Bolívar              | 2 – 1     | Junior               |
| 4 de abril    | Barranquilla | Junior               | 3 – 0     | Universidad Católica |
| 17 de abril   | Barranquilla | Junior               | 2 – 1     | Unión Española       |

Mientras, en el Torneo Apertura terminó 10° con 25 puntos, quedando eliminado de los cuadrangulares semifinales. En la Copa Colombia tampoco se cumplía una buena campaña, a terminar 3° del grupo A con 17 puntos (2 menos que el líder Uniautónoma) y clasificando a los octavos de final como uno de los mejores terceros. A pesar de esta situación, el técnico es mantenido en su cargo.
Subcampeón de la superliga 2012
Para comenzar el segundo semestre, Junior tenía la cita de la Superliga, enfrentando a Nacional, campeón del Torneo Apertura 2011. Junior perdería los dos partidos 1-3 en Barranquilla y 3-0 en Medellín, siendo superado ampliamente por los antioqueños con un global de 6-1 y quedando subcampeón de dicho torneo. Ante la mala campaña en el primer semestre y el desastre de la Superliga, se hace un esfuerzo económico grande para contratar figuras de talla internacional como Teófilo Gutiérrez (que volvía al equipo después de 2 años y medio de trayectoria internacional) y Dayro Moreno (procedente de México), y otras de figuración nacional como Carlos Rentería (dos veces Botín de Oro en Colombia) y Diego Amaya, convirtiéndose en el equipo más costoso de Colombia en ese momento. Junior cumplió una buena campaña en el todos contra todos, manteniéndose entre los cuatro primeros puestos desde la fecha 3 hasta la 18. Terminó 3° con 32 puntos, a 5 del líder Millonarios. En los cuadrangulares enfrenta al mencionado líder, a Pasto y a Tolima. Después de cumplir una exitosa primera vuelta, ganando dos partidos (uno de visitante), realizó una desastrosa segunda vuelta sin triunfos, resultando en su eliminación de la final terminando 3° con 8 puntos (a dos del líder Millonarios Fútbol Club).
En la Copa Colombia enfrenta a Equidad en octavos, empatando 0-0 en Barranquilla y ganando 1-2 en Bogotá (resultado histórico dado que Junior nunca había podido marcar goles en Bogotá contra ese equipo). En cuartos, enfrenta a Pasto, perdiendo 2-3 en Barranquilla y 3-0 en Pasto, quedando eliminado de la competición.
Debido a todos estos resultados del 2012, la directiva decide no renovar el contrato de "Cheché" Hernández para el 2013. Igualmente, sale del equipo Teófilo Gutiérrez.
En el Apertura 2013, llegan al equipo: Edwin Cardona, Jonathan Álvarez y Édison Toloza, como principales contrataciones, dirigidos por el técnico Alexis García. Junior estaría ausente de los cuadrangulares semifinales, realizando una pobre campaña. El mismo arquero Sebastián Viera calificó la temporada como un "fracaso". Bajo el mando de García, los 'Tiburones' disputaron los 18 partidos del Torneo, en donde finalizó 12 con 22 puntos, luego de 6 victorias, 4 empates y 8 derrotas.
En la Copa Colombia el balance fue incluso más desalentador, disputó 10 partidos de los cuales sólo ganó 4 y empató 6. El técnico antes de irse del plantel dio su balance respecto al tema de indisciplina, a su vez hubo la salida de otros jugadores: Dayro Moreno, hacia el fútbol mexicano, Diego Amaya y Andrés Felipe González que terminaron contrato.
En el Finalización 2013 llega a la dirección técnica Miguel Ángel "Zurdo" López a su mando los 'Tiburones' disputaron los 18 partidos, cumplió una buena campaña en el todos contra todos, manteniéndose entre los ocho primeros puestos la mayor parte del torneo, con saldo de 8 victorias, 6 empates y 4 derrotas. Terminó 3° con 30 puntos, a 7 del líder Nacional. En los cuadrangulares semifinales, queda ubicado en el grupo A, escoltaldo a: Atlético Nacional, Santa Fe e Itagüí F.C..
Comienza Imponiéndose de visitante (0:1) ante Itagüí F.C. ganando de local (3:2) a Santa Fe, empatando de local (0:0) con el Atlético Nacional y revalidando victoria de local (4:1) frente al Itagüí F.C. Pero caería de visita con igual marcador; (2:1) ante Atlético Nacional y Santa Fe. Para terminar contabilizando 10 unidades a 6 del finalista Atlético Nacional.

## 2014 - 2015: Un nuevo amanecer
En el Apertura 2014, llegan al equipo: William Tesillo, Yhonny Ramírez, Matías Bolatti (argentino), Luis Quiñónes, Jorge Aguirre y Martín Arzuaga. La campaña del técnico Miguel Ángel "zurdo" López  fue muy irregular, empezó muy bien con un invicto de cinco fechas, sin embargo el nivel de sus dirigidos fue bajando y al cabo de 11 jornadas el onceno Juniorista terminó séptimo con 15 puntos, producto de cuatro victorias, tres empates e igual número de derrotas. La dirigencia de club decide separarlarlo finalmente del cargo.
Ante el avance del torneo optan por traer a Julio Comesaña quien se encontraba bajo sanción; por lo que dirige a discreción con la ayuda de David Pinillos. Deciden dar continuidad al proceso que llevaba el técnico argentino Miguel Ángel López.
La nueva banca tėcnica, culmina con éxito la fase de todos contra todos ubicándose 3 en la tabla de posiciones sumando 10 victorias, 3 empates y 5 derrotas.
En los cuartos de final los tiburones se enfrentaron a Itagüí quedando (1:1) el marcador en el Estadio Metropolitano Ditaires; sin embargo, en la vuelta en el Metropolitano Roberto Meléndez se impondría (2:1) el tiburón, logrando una remontada con 10 hombres en el campo desde los 20 minutos del primer tiempo, para un marcador global de (3:2). En la ronda semifinal el equipo barranquillero se enfrentó a Millonarios el partido de ida se jugó en la ciudad de Barranquilla con un marcador de (0:0) y el partido de vuelta que se jugó en la ciudad de Bogotá también terminó (0:0), por lo cual se debió jugar una tanda de penales en donde los tiburones salieron victoriosos (4:5).
Así se llega a otra final, luego de tres años. El primer partido se disputó en la ciudad de Barranquilla frente al conjunto Atlético Nacional donde el conjunto tiburón se impuso (1:0) sobre el conjunto verdolaga. El partido de vuelta en la ciudad de Medellín permaneció con el marcador a favor de la visita hasta en el minuto 93, cuando un agónico gol de Jhon Valoy empataría la serie forzando a la definición por penales, donde el local se impuso (4:2) y se coronó campeón.
En el Finalización 2014, Junior estaría en una pugna constante por entrar al grupo de los ocho del cual había salido en las primeras fechas, el resultado final fue una nueva frustración. Nuevamente ausente de los cuadrangulares semifinales, en cifras de los 18 partidos del Torneo, finalizó en el puesto 12 con 22 puntos, luego de 6 victorias, 4 empates y 8 derrotas.
En la Copa Colombia Junior, luego de una exitosa fase de grupos clasificando primero. Y tras superar en octavos de final a Llaneros por penales (4:2) y en cuartos de final a Valledupar F.C. ganando los dos encuentros con marcador global (7:4). Así llegaría a semifinal frente a Santa Fe en donde empató a cero en el Estadio Metropolitano Roberto Meléndez y cae por la mínima diferencia en el Estadio Nemesio Camacho El Campín con gol de Wilson Morelo.
Al final del año es separado del cargo el técnico Julio Comesaña poniendo fin a su sexto ciclo en el club.

### La era Mendoza
En el Apertura 2015, viene como principal contratación al club: Macnelly Torres y Félix Noguera al lado del canterano Léiner Escalante. Esta vez bajo la dirección del técnico Alexis Mendoza. Tras una campaña aceptable; ganado nueve partidos, empatando 6 y perdiendo 5, logrando clasificarse en el puesto 8. En octavos de final enfrenta al Independiente Medellín en donde empata a dos goles en el Estadio Metropolitano Roberto Meléndez pero pierde en el escritorio por alinear a cuatro jugadores extranjeros. posteriormente en el Estadio Atanasio Girardot cae por la mínima diferencia, resultando eliminado del torneo.
Para el Finalización 2015, Macnelly Torres se marcha de club. Junior cumple una buena campaña en la fase de grupos que lo clasifica segundo, de veinte encuentros; gana 11, empata 3 y pierde 6. En octavos de final enfrenta a a Santa Fe en donde cae (2-1) en el Estadio Nemesio Camacho El Campín. Pero remontaría la serie en Estadio Metropolitano Roberto Meléndez con un (3-1). En semifinales el rival sería el Deportes Tolima, al cual supera en ambos encuentros por la mínima diferencia. 
Reeditando una vez más, la final frente al conjunto Atlético Nacional. El primer partido se disputó en la ciudad de Barranquilla donde el conjunto tiburón se impuso (2:1) sobre el conjunto verdolaga. El partido de vuelta en la ciudad de Medellín el local se impondría por la mínima diferencia, empatada la serie nuevamente, definición por penales, donde el local se impuso (3:2) y se coronó campeón.
Copa Sudamericana (2015)
Primera fase
| 12 de agosto de 2015, 21:15 (UTC-5) | Junior                                                            | 5:0 (4:0) | Melgar | Estadio Metropolitano Roberto Meléndez, Barranquilla       |                                                            |
|                                     | Barrera 22' · Pérez 28' · Ovelar 32' · Hernández 36' · Ortega 88' | Reporte   |        | Asistencia: 12 834 espectadores Árbitro(s): Fernando Falce | Asistencia: 12 834 espectadores Árbitro(s): Fernando Falce |

| 18 de agosto de 2015, 16:30 (UTC-5) | Melgar                                   | 4:0 (2:0) | Junior | Estadio Monumental UNSA, Arequipa                        |                                                          |
|                                     | Cuesta 4' 45' · Quina 74' · Acasiete 83' | Reporte   |        | Asistencia: 3000 espectadores Árbitro(s): Patricio Polic | Asistencia: 3000 espectadores Árbitro(s): Patricio Polic |

Segunda fase
| 26 de agosto de 2015, 21:15 (UTC-5) | Deportes Tolima | 0:1 (0:0) | Junior               | Estadio Metropolitano de Techo, Bogotá                |                                                       |
|                                     |                 | Reporte   | Hernández 72' (pen.) | Asistencia: 4000 espectadores Árbitro(s): Gery Vargas | Asistencia: 4000 espectadores Árbitro(s): Gery Vargas |

| 17 de septiembre de 2015, 16:30 (UTC-5) | Junior | 0:2 (0:2) | Deportes Tolima           | Estadio Metropolitano Roberto Meléndez, Barranquilla |                           |
|                                         |        | Reporte   | Estrada 23' · Delgado 45' | Árbitro(s): Raphael Claus                            | Árbitro(s): Raphael Claus |

En la segunda fase de la Copa Sudamericana, Junior vio frustradas sus aspiraciones tras caer en casa (0-2), ante el Deportes Tolima; cuando venía de ganar de visita (1-0), despidiéndose así del certamen.

#### La primera Copa Colombia
Junior compartió el grupo A junto al Real Cartagena, Unión Magdalena, Valledupar F.C, Uniautónoma F.C y Barranquilla F.C Y finalizó primero del grupo con los mismos puntos y misma diferencia de gol del Real Cartagena pero con más goles a favor. 
En octavos de final ganó la serie ante el Atlético Nacional con un global de (2-1), En semifinales se enfrentó con el Independiente Medellín Ganando (2-1) en casa, pero perdiendo por la misma diferencia en Medellín, forzando así los penales, donde se impuso (5-4).
En su primera final de Copa Colombia el rival sería Independiente Santa Fe, comenzó imponiéndose (2-0) en el Estadio Metropolitano Roberto Meléndez. Pero cae por la mínima diferencia en el Estadio Nemesio Camacho El Campín, No obstante, por el resultado global de (2-1) Gana su primera Copa Colombia.
| Alineación: (Partido de vuelta en Bogotá) - Sebastián Viera - Andrés Felipe Correa - William Tesillo - Iván Vélez - Carachito - Luis Narváez - Guillermo Celis - Gustavo Cuéllar - Vladimir Hernández - Juan David Pérez - Édison Toloza - DT: Alexis Mendoza |  | Viera Dominguez Tesillo Velez Correa Cuellar Narváez Toloza Perez Celis V. Hernández |
| Viera Dominguez Tesillo Velez Correa Cuellar Narváez Toloza Perez Celis V. Hernández |  |                                                                                      |

Suplentes: Roberto Ovelar, Jorge Aguirre, Yhonny Ramírez

## 2017 - 2018: un nuevo Junior

### Un mal inicio
Después de dos finales de liga perdida consecutivamente, y una final de copa del pasado año, y tras no poder clasificar en el segundo semestre del 2016 a las finales de la liga, Junior empieza un nuevo proyecto deportivo de la mano del técnico subcampeón del 2016-II, Alberto Gamero trayendo jugadores como Jonathan Ávila, Juan Camilo Roa, el regreso de Héctor Quiñones, Lewis Ochoa , Jonathan Estrada,  Leonardo Pico, Rafael Carrascal y los goleadores del fútbol peruano Bernardo Cuesta y Robinson Aponzá, en su mayoría jugador de la confianza del técnico Gamero para afrontar la Copa Libertadores 2017.
Con un debut aceptable ganando por libertadores en Venezuela 0-1 con gol de Robinson Aponzá (gol número 100 de Junior en dicho torneo) el año parecía iniciar de la mejor manera. Se avanzó en libertadores, pero en liga no se ganaba. Tras la caída en la fase 3 de Copa Libertadores y el pobre rendimiento del equipo en liga. El técnico Gamero fue despedido del equipo.
Con la llegada de Julio Comesaña por séptima vez al club, hubo un cierto cambio en la nómina titular. Junior aunque no gustaba del todo, era sólido. Comesaña llegó con el objetivo de construir una base, una base que desde la salida de Mendoza no había. No logró clasificar al equipo a las finales de liga pero lo dejó mejor ubicado que cuando recibió el timón rojiblanco.

### La gran inversión
A mitad de año, varios jugadores que llegaron con Gamero dejaron el plantel, Héctor Quiñones, Lewis Ochoa , Jonathan Estrada, Rafael Carrascal, Robinson Aponzá y Bernardo Cuesta, aunque este último rescindió su contrato tiempo después de empezar el segundo semestre debido a los pocos minutos que recibía de Comesaña dejando al equipo con un cupo perdido. También salieron del equipo Andrés Felipe Correa, Faber Cañaveral, Édison Toloza, Michael Rangel y Alexis Pérez siendo este una de las ventas más caras en la historia del club por $2 800 000 a México. 
Con una cuantiosa inversión por parte del club, llegaron jugadores de nombre como Rafael Pérez desde Europa, Marlon Piedrahíta, Jorge Arias regresa al club, la joven promesa barranquillera Jefferson Gómez, un canterano del Barranquilla FC y seleccionado colombiano U20  Luis Fernando Díaz, el volante que hizo parte del XI ideal de la liga águila 2017-I Víctor Cantillo, un finalista de Copa Libertadores el uruguayo Matias Mier, la contratación más cara del fútbol Colombiano Yimmi Chará quien sería botín de Oro en la liga colombiana y el regreso de Teófilo Gutiérrez quien fuese recibido en el Estadio Metropolitano Roberto Melendez por más de 45 000 personas.

### Sudamericana 2017
Tras el fallido intento de Alberto Gamero de clasificar a Junior a fase de grupos de Copa Libertadores 2017, Junior caía en la Copa Sudamericana 2017 como uno de los mejores eliminado de la Fase 3. Enfrendantose a Deportivo Cali ya en el segundo semestre por Octavos de final empata 1-1 de visita con un gol de Chará a pase de Teo ya cuando el equipo estaba con 10 jugadores debido a la expulsó de Deiby Balanta, Junior no ganó pero dio muestra de lo que una pareja como se denominaba "Cha-Teo" podía hacer. En Barranquilla un sólido Cali se le paró al tiburón, en un contragolpe marcaba el 0-1 obligando a Junior a hacer 2 goles si quería avanzar de manera directa. En una jugada rápida de Léiner Escalante le cometen penal entrando al área, penal que anotaría Roberto Ovelar obligando al partido a irse a penales donde Sebastián Viera sería figura dándole el paso a Junior.
Junior jugaría con el campeón del fútbol paraguayo Cerro Porteño. En paraguay tras un partido duro y luchado sin Teo quien no pudo viajar por una lesión, Yimmi Chará y Roberto Ovelar serían los encargados del ataque tiburón con un planteo común de Comesaña priorizando lo defensivo. El partido terminaría 0-0 con una gran actuación del búfalo Ovelar, quien a partir de allí comenzaría a sonar para ser seleccionado por la selección Paraguaya. En Barranquilla el partido, casi goleada terminaría 3-1 a favor de Junior, con un recital deportivo del tiburón, dominarían a los paraguayos. El primer gol llegó en los pies de Luis Fernando Díaz quien Comesaña le dio la confianza de ser titular y respondería con un gol, el primer en Junior. Luego llegaría un gol de Teófilo Gutiérrez marcando así su primer gol internacional con la rojiblanca a pase de Jarlan Barrera, y para cerrar una jugada del "Cha-Teo" en solitaria con pared y caño entrando entre toda la defensa del rival, definiendo Yimmi Chará.
En Cuartos de final, le tocaría contra Sport Recife, equipo con quien mucho se especuló por el hecho de ser Brasileño pero en su visita a Brasil, júnior volvía a ganar luego de 33 años en Brasil, con doblete de Yony González, segundo jugador de Junior en marcar doblete en toda la historia en Brasil después de Didi Valderrama. En un partido trabado hasta el minuto 70 donde Matias Mier entrando al minuto 69 y con el primer balón que toca le pone un pase a González para anotar el 0-1 y 15 minutos más tarde llegaría el 0-2. El partido en Barranquilla sería solo de trámite, un empate a 0 sellaba el regreso de Junior a una semifinal internacional después de más de 20 años.
La semifinal sería contra Flamengo, equipo dirigido por Reinaldo Rueda y donde Militaba el ex-Junior Gustavo Cuellar. Junior empezaría ganando en el mítico Maracaná 0-1 con gol de Teo, pero desconcetracios a pelotas áreas sobre el final del juego definirían la remontada de Flamengo 2-1. Junior llegaba a Barranquilla a jugarse el todo o el nada, el juego terminaría 0-2 a favor de los brasileños, quienes en jugadas de contraataque liquidaron el partido, terminando así con el sueño continental algo inesperado que se le presentó a la hinchada Barranquillera.

### Campeón de la Copa Colombia 2017
Empezó su camino a la final en el Grupo A donde se enfrentaría a Real Cartagena, Barranquilla Fútbol Club y Jaguares de Córdoba, Jaguares siendo el único equipo de primera división de año transcurrido. Ganó 4 partidos, empató 1 contra Barranquilla y perdió 1 contra Real Cartagena en casa (siendo la única derrota de Junior en toda la copa), dejando un invicto completo como visitante. Junior postergó su clasificación a la siguiente fase hasta el 28 de junio, siendo el primer partido del segundo semestre debido a que el partido de la fecha 4 fue aplazado por temas de calendario contra jaguares, equipo que también se jugaba la clasificación de manera de local en el Estadio Armando Tuirán Paternina de Sahagún, con un único gol de James Sánchez a pase de Jarlan Barrera al inicio del segundo tiempo y quien después saldría -Sánchez- para darle paso al debut de Marlon Piedrahíta.
Junior se enfrentó a Once Caldas en octavos de final donde ganaría ambos partidos, la ida de manera de visitante en Manizales con un solitario gol de Roberto Ovelar, y la vuelta en casa una goleada 3 a 0 donde repetiría gol de una manera casi calcada Roberto Ovelar, sellarian la victoria Jarlan Barrera quien fue la figura del partido y David Murillo. En cuartos de final de vería una vez más en otra serie de eliminación directa con Millonarios, una serie cerrada que se definiría en el último partido en Barranquilla con un gol de penal de Jarlan Barrera provocado por Luis Díaz, clasificando al equipo por cuarta vez consecutiva a una semifinal de copa, siendo esto un récord.
Con una seguidilla de partidos, entre Liga y Copa Sudamericana, Junior utilizaba una nómina mixta para visitar al Patriotas Boyacá, partido que terminaría empatado 1 a 1 con un gol de Sebastián Hernández luego del rebote de un penal desperdiciado por Jarlan Barrera, y otra vez provocado por Luis Díaz. En casa los jugadores Yimmi Chará y Teófilo Gutiérrez después de haber clasificado con la Selección Colombia a la Copa Mundial de Fútbol de 2018 un día antes en Perú, se unen a la concentración del equipo y actúan los 90 minutos del partido donde un único gol de Roberto Ovelar, después de una jugada fabricada entre los ya mencionados, Teo y Chará, dándole el pase a Junior a su tercera final consecutiva, haciendo otro récord.
Junior se corona campeón por segunda vez en su historia de la Copa Colombia, en la que venció al DIM, empatando 1-1 en Medellín después de irse al descanso perdiendo con un gol de Jarlan Barrera y ganando 2-0 en Barranquilla con un gol otra vez de Jarlan Barrera a pase de Teófilo Gutiérrez, y sellaría el título con un gol de Teo después de un pase de Yimmi Chará al minuto 88.

## 2019: El deseado Bicampeonato
El Atlético Junior de Barranquilla se coronó bicampeón de la Liga Águila Dimayor 2019-I, tras vencer al Deportes Tolima en la final. El equipo barranquillero ganó el título en el partido de vuelta, disputado en el estadio Metropolitano Roberto Meléndez, con un marcador de 2-0.
El primer gol del Junior fue anotado por Freddy Hinestroza en el minuto 81. El segundo gol lo marcó Carmelo Valencia en el minuto 88. Con este resultado, el Junior se convirtió en el primer equipo colombiano en ganar dos títulos consecutivos de la Liga Águila.
El Junior tuvo una gran temporada, terminando en primer lugar en la fase regular de la Liga. El equipo barranquillero también ganó la Copa Colombia, derrotando al Deportes Tolima en la final.
El bicampeonato del Junior es un gran logro para el club y para la ciudad de Barranquilla. El equipo barranquillero se ha consolidado como uno de los mejores equipos del fútbol colombiano.